# Guerra civile dello Yemen del Nord
La guerra civile dello Yemen del Nord fu un lungo conflitto che interessò la parte settentrionale dell'attuale Yemen dal settembre 1962 all'aprile 1970. Il conflitto si originò dal colpo di Stato messo in atto da ufficiali dell'esercito e membri dell'élite politica del Regno Mutawakkilita dello Yemen contro il monarca in carica, l'imam Muhammad al-Badr, da poco salito al trono dopo la morte del padre: i golpisti catturarono la capitale Sana'a e i maggiori centri urbani del paese, proclamando l'istituzione di una Repubblica Araba dello Yemen con a capo il presidente ʿAbd Allāh al-Sallāl. Al-Badr riuscì tuttavia a fuggire nelle regioni settentrionali, iniziando a raccogliere una vasta armata tra i clan tribali della zona e minacciando la tenuta del nuovo governo repubblicano.
I repubblicani si rivolsero quindi al loro patrono politico, l'Egitto di Gamal Abd el-Nasser: questi vide l'opportunità di sfruttare lo Yemen come base per insidiare tanto la colonia britannica di Aden quanto le monarchie conservatrici della penisola arabica, e acconsentì quindi a inviare un corpo di spedizione egiziano a sostegno dei repubblicani, arrivato a contare nel tempo 70 000 uomini. L'intervento egiziano provocò la risposta dell'Arabia Saudita, che iniziò a fornire ai guerriglieri monarchici armi, denaro e basi sicure sul suo territorio; i sauditi furono poi affiancati nei loro aiuti da una variegata coalizione internazionale di Stati ostili all'Egitto di Nasser. Il conflitto raggiunse ben presto un alto grado di brutalità, con esecuzioni di prigionieri, bombardamenti indiscriminati sui centri urbani (anche in territorio saudita) e attacchi di rappresaglia sulla popolazione civile; gli egiziani fecero inoltre ricorso ad attacchi con armi chimiche contro i villaggi sospettati di aiutare i monarchici.
La guerra si trascinò sanguinosamente per diversi anni, costando vaste perdite umane e finanziarie all'Egitto. Dopo la sconfitta nella guerra dei sei giorni del giugno 1967 Nasser decise infine di porre fine all'intervento, negoziando un accordo in base al quale le truppe egiziane sarebbero state ritirate in cambio di una cessazione dell'aiuto saudita ai monarchici. La partenza degli egiziani sembrò portare al collasso la Repubblica yemenita, ma a Sana'a il presidente Sallal fu deposto e sostituito da un governo più moderato sotto il qadi Abd al-Rahman al-Iryani, che seppe riconciliarsi con molte tribù yemenite; i monarchici assediarono inutilmente la capitale tra il dicembre 1967 e il febbraio 1968, ma furono infine respinti grazie anche alle forniture militari concesse dall'Unione Sovietica ai repubblicani. Il conflitto si trascinò stancamente ancora per alcuni anni, mentre il governo di Sana'a si spostava su basi più conservatrici e ricostruiva un rapporto migliore con l'Arabia Saudita. Nell'aprile 1970 fu infine raggiunto un accordo di pace: venne formato un governo di unità nazionale comprendente elementi moderati tratti tanto dal campo repubblicano quanto da quello monarchico, mentre l'imam al-Badr dovette rinunciare al trono e recarsi in esilio all'estero.

## Antefatti

### Lo Yemen degli imam

La penisola araba con indicata la posizione dello Yemen del Nord (verde) e dello Yemen del Sud (rosso)

L'attuale Stato dello Yemen fu per un lungo periodo della sua storia diviso in due entità distinte. La parte meridionale del paese, affacciata sull'oceano Indiano, cadde sotto l'influenza coloniale del Regno Unito a partire dall'occupazione britannica dello strategico porto di Aden nel 1839, venendo riorganizzata nelle due entità della colonia di Aden e del protettorato di Aden riunite poi, nel 1962, nella Federazione dell'Arabia Meridionale. La parte settentrionale del paese, affacciata sul Mar Rosso, divenne invece terreno di conquista dell'Impero ottomano almeno dal XV secolo, anche se il dominio ottomano nella regione non andò oltre il controllo delle zone costiere e della capitale Sana'a: le regioni montuose dell'entroterra si rivelarono impossibili da conquistare se non per periodi di tempo limitati, stante la guerriglia esercitata dalle numerose tribù locali fedeli alla confessione dello zaydismo (una variante dell'islam sciita) e riottose a qualunque controllo di un'autorità centrale che non fosse quella dei loro imam (i Rassidi). Dopo il collasso dell'Impero ottomano alla fine della prima guerra mondiale, nel novembre 1918 l'imam zaydita Yahya Muhammad Hamid ed-Din fece rioccupare dalle sue forze la città di Sana'a da dove proclamò l'istituzione di uno stato indipendente yemenita, divenuto nel 1926 il Regno Mutawakkilita dello Yemen; la definizione dei confini del nuovo Stato con i possedimenti britannici a sud e con la nascente Arabia Saudita a nord ed est portò a contrasti e scontri armati culminati nella guerra saudita-yemenita, conclusasi con il trattato di Taif del 12 maggio 1934 che pose fine alle contese.
Il regno di Yahya Muhammad sullo Yemen ebbe una brusca fine nel febbraio 1948, quando l'imam e parte della sua famiglia furono uccisi a Sana'a durante un tentativo di colpo di Stato portato avanti da una variegata coalizione di dissidenti; con il sostegno armato delle tribù del nord il figlio maggiore di Yahya Muhammand, Ahmad ibn Yahya, prese Sana'a e trucidò i cospiratori soffocando il governo nato dal golpe, venendo quindi acclamato come nuovo imam regnante. Ahmad si dimostrò un sovrano più favorevole rispetto al padre alle istanze di modernizzazione politica ed economica della nazione, ad esempio creando un gabinetto di ministri dotato di poteri reali e abbandonando la tradizionale autarchia per aprirsi ai commerci internazionali, ma con il passare del tempo il suo regime prese ad assomigliare sempre più a quello di Yahya Muhammad; svariati tentativi di colpo di Stato e assassinio dell'imam accentuarono ben presto il carattere repressivo del regime, mentre nessuna decisione governativa poteva essere presa senza l'approvazione personale di Ahmad.

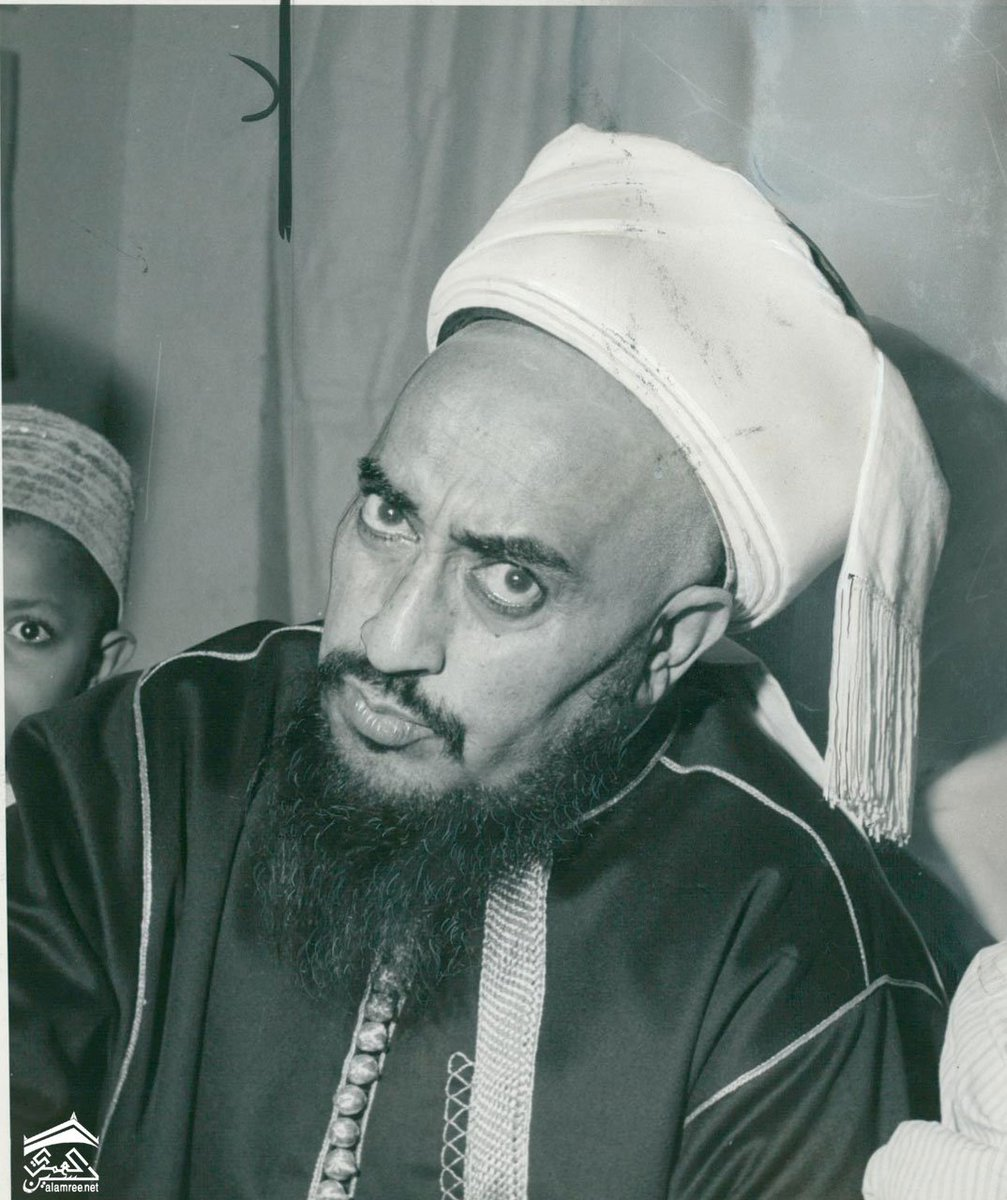
Ahmad ibn Yahya, imam dello Yemen dal 1948 al 1962

Il figlio maggiore di Ahmad, Muhammad al-Badr, fu nominato principe della corona ed erede al trono nel 1955, dopo il suo decisivo sostegno al padre nella repressione di un colpo di Stato volto a portare sul trono il fratellastro di Ahmad. Al-Badr, divenuto anche ministro degli esteri e della difesa, propugnava una politica di maggiore apertura internazionale dello Yemen, guardando con favore a rapporti più stretti con i regimi nazionalisti arabi e con il blocco orientale: divenuto un sostenitore del nasserismo dopo un incontro con lo stesso presidente egiziano Gamal Abd el-Nasser, nel 1958 al-Badr portò lo Yemen ad aderire a un'alleanza di tipo confederale con Egitto e Siria nota come "Stati Arabi Uniti", oltre a invitare nello Yemen una missione di ufficiali egiziani per addestrare le forze armate e inviare a sua volta ufficiali yemeniti a studiare nelle accademie militari egiziane; dopo una serie di viaggi in Unione Sovietica e Cina invece il principe riuscì a ottenere, oltre ad armamenti moderni come carri armati e aerei, un pacchetto di aiuti economici del valore di 50 milioni di dollari e vari contratti per lavori di modernizzazione delle infrastrutture yemenite. La vicinanza di al-Badr al presidente egiziano Nasser e al nasserismo non erano però visti con favore dagli ambienti più tradizionalisti della società yemenita, e il fratello di Ahmad, Hassan ibn Yahya, iniziò a farsi avanti come suo possibile successore al trono: già primo ministro ma costretto ad assumere, dopo il tentato colpo di Stato del 1955, un ruolo più di secondo piano come ambasciatore dello Yemen alle Nazioni Unite, Hassan era di tendenze più filo-occidentali, appoggiava lo stabilirsi di relazioni migliori con l'Arabia Saudita e in generale era più ben visto dagli ambienti conservatori yemeniti.
Nell'aprile 1959 Ahmad lasciò Sana'a per recarsi a Roma per un ciclo di cure mediche; al-Badr fu lasciato alla guida del governo con il titolo di primo ministro e, probabilmente interpretando la partenza del padre come un annuncio di una sua abdicazione per motivi di salute, iniziò a proporre pubblicamente una serie di ambiziosi piani di riforma economica e sociale della società yemenita. La reazione a queste proposte portò quasi al rovesciamento della monarchia: in tutte le maggiori città folle di giovani si riversarono in piazza chiedendo riforme più radicali e inneggiando a Nasser, dando luogo a scontri e disordini; le tribù del nord, puntello della monarchia, si dichiararono invece contrarie a queste aperture e avanzarono dubbi sulle capacità di governo di al-Badr. La crisi fu infine risolta in agosto da un veloce rientro di Ahmad a Sana'a, e dalla conseguente repressione con mano pesante dei moti di piazza. La sommossa del 1959, unita a un nuovo tentativo di assassinio dell'imam andato a vuoto nel marzo 1961, convinsero Ahmad che gli ideali propugnati da Nasser erano il canale attraverso il quale l'opposizione alla monarchia stava organizzandosi e rafforzandosi: l'imam bollò pubblicamente il nasserismo come contrario alla religione islamica e dispose l'allontanamento dal paese dei consiglieri egiziani, al che lo Yemen fu espulso dagli Stati Arabi Uniti nel dicembre 1961 mentre la radio egiziana lanciava proclami di incitamento alla rivolta contro la monarchia. Nel giugno 1961 Ahmad, piagato dalla salute cagionevole, dovette lasciare la guida della nazione e ritirarsi a vita privata presso la residenza reale di Taʿizz; al-Badr sostituì quasi del tutto il padre alla guida della nazione assumendo il ruolo di primo ministro e ministro degli interni. La situazione nel paese rimaneva tesissima: tra l'agosto e il settembre 1962 si verificarono nuove sommosse di piazza e rivolte di giovani studenti a Sana'a e Ta'izz, con le folle che inneggiavano a Nasser e portavano in trionfo i suoi ritratti; la polizia intervenne con mano pesante sparando sulla folla e attuando centinaia di arresti, mentre per due volte Ahmad ordinò che i villaggi che avevano dato rifugio ai dimostranti venissero rasi al suolo.

### L'Egitto e lo Yemen

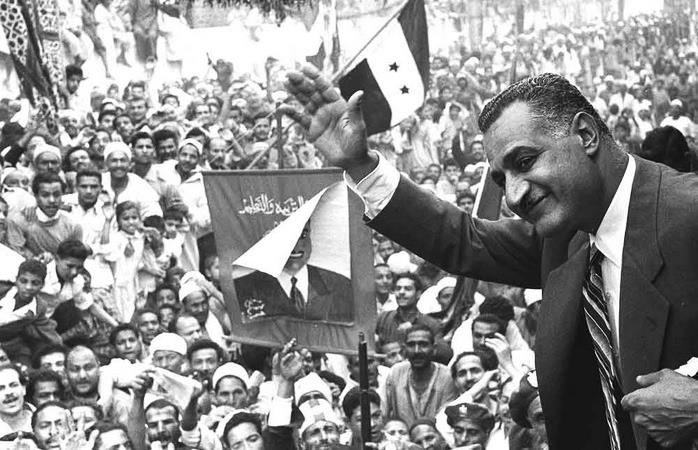
Il presidente egiziano Nasser saluta la folla durante una visita a Mansoura nel 1960

L'Egitto guardava con attenzione alla situazione dello Yemen già da diverso tempo. La nazionalizzazione del canale di Suez ordinata da Nasser aveva portato, nell'ottobre-novembre 1955, a un tentativo di rovesciare il regime egiziano con un'invasione militare (la cosiddetta "crisi di Suez") da parte una coalizione composta da Regno Unito, Francia e Israele, azione conclusasi però con un fallimento; scacciati da Suez, i britannici avevano quindi fatto di Aden la loro principale base militare nella regione del Medio Oriente. Nasser vide la possibilità di trasformare lo Yemen del Nord in una testa di ponte egiziana nell'Arabia meridionale, da cui alimentare una guerriglia indipendentista che cacciasse i britannici da Aden: questo avrebbe allontanato per sempre la possibilità che il Regno Unito tornasse a insidiare il controllo egiziano sul canale di Suez. Stabilire una base sicura nello Yemen avrebbe consentito all'Egitto anche di presidiare lo stretto di Bab el-Mandeb, assicurandosi il controllo dell'intero Mar Rosso. Lo Yemen poteva poi servire come punto d'appoggio per i piani di Nasser circa la destabilizzazione del regime monarchico dell'Arabia Saudita: gli ideali politici propugnati dal nasserismo erano incompatibili con quelli delle monarchie conservatrici al potere nella penisola arabica, e gli egiziani erano quindi sempre pronti ad appoggiare i movimenti che puntassero a rovesciare i monarchi della regione; la penetrazione in Arabia puntava anche a ottenere risultati economici, dando modo all'Egitto di sviluppare un accesso al Golfo Persico e ai suoi ricchi giacimenti di petrolio.
Il Cairo era tradizionalmente una meta popolare per gli yemeniti che avessero desiderato intraprendere un percorso di formazione universitaria, nonché per vari oppositori politici del regime dell'imam espatriati all'estero per sfuggire al carcere. Queste comunità diedero vita a diverse organizzazioni di opposizione politica alla monarchia yemenita, due delle quali emersero come preminenti tra le altre: il "Movimento yemenita libero" (al-Yamaniyin al-Ahrar), fondato alla fine degli anni 1930, ebbe il suo nucleo centrale nei membri della prima classe di ufficiali dell'Esercito yemenita inviata a studiare all'estero, a Baghdad, per perfezionarsi nelle tecniche militari moderne; la "Grande associazione yemenita" (al-Jamiyya al-Yamaniyya al-Kubra), fondata proprio al Cairo nel gennaio 1946, era invece costituita principalmente dai membri di alcuni circoli intellettuali yemeniti formati nelle università egiziane. Alcuni dei movimenti di opposizione appoggiavano, anche se spesso in maniera riluttante, l'idea di non abolire la monarchia ma piuttosto di riformarla in senso meno assolutista, decentralizzando il potere dell'imam attraverso un'amministrazione statale di tipo moderno e dando maggiori poteri di autogoverno alle tribù locali; dopo i sanguinosi fallimenti dei tentativi di colpo di Stato del 1948 e del 1955, la maggioranza degli oppositori politici yemeniti si spostò invece su posizioni volte a istituire un vero regime repubblicano al posto della monarchia. Le organizzazioni di dissidenti politici yemeniti operavano apertamente e con un certo sostegno delle autorità locali dalla loro base del Cairo, ma dal 1958, con l'adesione del Regno dello Yemen agli Stati Arabi Uniti, per ordine di Nasser gli egiziani tagliarono il loro appoggio a questi gruppi e misero la sordina alle loro operazioni.

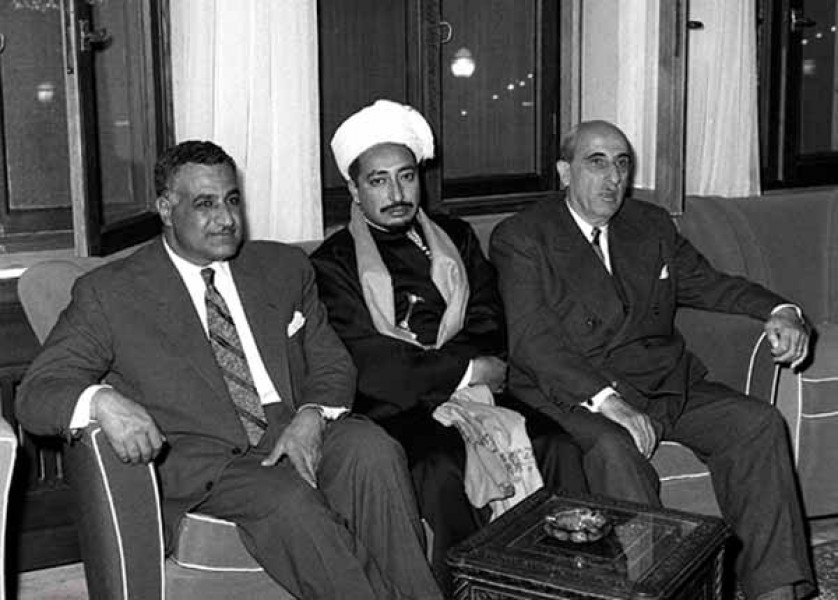
Foto di gruppo dei leader firmatari della costituzione degli Stati Arabi Uniti nel febbraio 1958: il principe al-Badr siede in mezzo tra il presidente egiziano Nasser (a sinistra) e quello siriano Shukri al-Quwwatli (a destra)

La decisione di Nasser nasceva dall'idea che una salita al trono dell'allora principe al-Badr potesse essere più che sufficiente per insediare a Sana'a un regime favorevole all'Egitto. Tra il 1954 e il 1958 Nasser e al-Badr si incontrarono più volte personalmente, e il giovane e ancora politicamente inesperto principe rimase affascinato a tal punto dagli ideali del nasserismo da emulare gli atteggiamenti dello stesso leader egiziano; divenne opinione comune che al-Badr non fosse nulla di più di un protégé di Nasser. L'idea iniziale di attendere la naturale dipartita di Ahmad per insediare al-Badr sul trono lasciò ben presto il posto, nella mente dell'impaziente Nasser, all'idea che il principe stesso affrettasse i tempi ponendosi alla guida di una rivoluzione per destituire il padre: in un incontro a Damasco nel 1958 Nasser parlò apertamente con al-Badr dei suoi piani rivoluzionari per lo Yemen, promettendo al principe armi e finanziamenti per portarli a termine; una trasmittente fu segretamente installata nel palazzo personale di al-Badr per consentirgli di comunicare confidenzialmente con i suoi alleati egiziani. Il disastroso esperimento di al-Badr alla guida della nazione nel 1959 segnò il destino di questi piani di rivolta: dopo il rientro nella capitale e il soffocamento dei disordini di piazza, Ahmad proibì al figlio di lasciare il paese e lo pose sotto stretta sorveglianza dei suoi confidenti, rendendogli impossibili ulteriori stretti contatti con gli egiziani.
Nel periodo compreso tra il fallito attentato ad Ahmad del marzo 1961 e l'uscita dello Yemen dagli Stati Arabi Uniti nel dicembre dello stesso anno, Nasser abbandonò progressivamente l'idea di servirsi di al-Badr per insediare un governo amico a Sana'a, e tornò ad appoggiare i movimenti di espatriati yemeniti e la loro idea di una rivoluzione repubblicana: ai dissidenti yemeniti fu dato accesso ai giornali egiziani e alle trasmissioni della radio del Cairo per propagandare i propri comunicati anti-monarchia, mentre le organizzazioni di espatriati iniziavano a tessere contatti con gli ambienti militari e i circoli politici a Sana'a per preparare il terreno a un colpo di Stato. Tra il tardo 1961 e la metà del 1962 vi furono ancora alcuni contatti confidenziali tra Nasser e al-Badr, nel corso dei quali il leader egiziano incitò il principe a ordire l'assassinio di Ahmad per salire sul trono; al-Badr non resistette alla pressione e, alla fine, confessò al padre tutte le macchinazioni e gli intrighi che lo avevano visto coinvolto. Ahmad perdonò magnanimamente il figlio, incitandolo a troncare gli ultimi legami con gli egiziani e ad abbracciare invece una più stretta collaborazione con le principali monarchie arabe, l'Arabia Saudita e la Giordania, che avevano recentemente siglato un trattato di alleanza (il patto di Ta'if); durante le ultime settimane di vita di Ahmad, al-Badr stesso fu messo a capo di una delegazione inviata in Arabia Saudita per negoziare un'eventuale adesione dello Yemen al patto di Ta'if. Dopo le rivelazioni del principe, i rapporti tra il regime monarchico e l'Egitto furono ulteriormente compromessi e l'ambasciatore egiziano a Sana'a fu espulso dal paese.
Più passava il tempo, più cresceva l'interesse di Nasser per un colpo di Stato repubblicano nello Yemen. Da nazione-guida del mondo arabo, tra il 1961 e il 1962 l'Egitto nasseriano era rapidamente decaduto in una posizione particolarmente isolata nel Medio Oriente: oltre al fallimento dell'unione confederale degli Stati Arabi Uniti, Nasser aveva dovuto registrare anche il naufragio del progetto di federazione tra Egitto e Siria (la Repubblica Araba Unita), dopo che a Damasco i generali siriani avevano deposto il governo filo-egiziano perché considerato come troppo succube agli interessi del Cairo. La formazione dell'alleanza giordano-saudita aveva compattato il fronte delle monarchie arabe tradizionalmente ostili al nasserismo, mentre il nuovo regime repubblicano insediatosi in Iraq sotto il generale Abd al-Karim Qasim aveva rifiutato le offerte di alleanza avanzate dagli egiziani. Ottenere un rapido successo nello Yemen sembrava ormai il modo più facile per rilanciare Nasser come figura chiave nel mondo arabo.

### Preparativi per il colpo di Stato

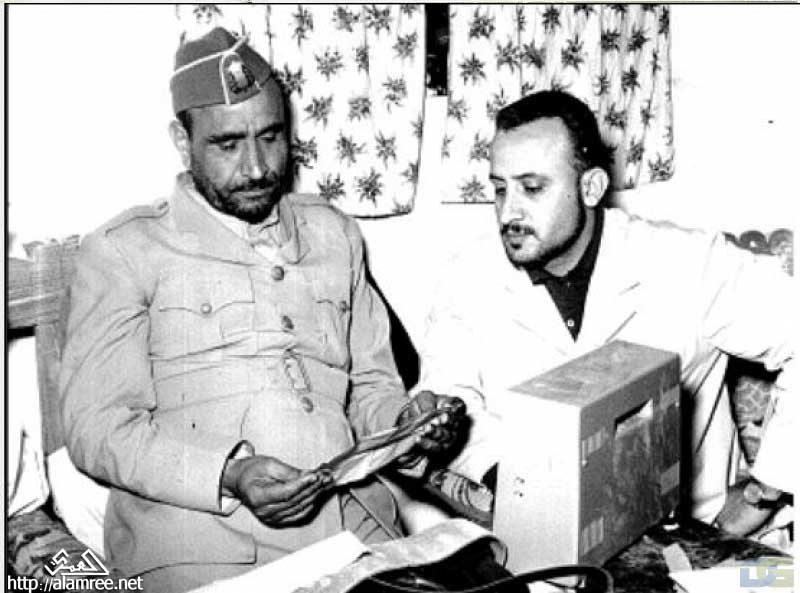
Due dei principali esponenti del colpo di Stato repubblicano del settembre 1962: a sinistra il generale Sallal, a destra l'economista Baydani

Il 19 settembre 1962 Ahmad morì nel sonno nella sua residenza di Ta'izz; il giorno seguente il consiglio degli ʿĀlim e degli sceicchi yemeniti si riunì nella grande moschea di Sana'a e acclamò il trentaseienne al-Badr come nuovo imam del Regno. Mentre il nuovo imam si insediava nella carica, almeno quattro cospirazioni erano in preparazione per deporlo. La prima di esse era guidata da Ali Abdul al Moghny, un venticinquenne tenente dell'esercito regolare yemenita addestrato in Egitto dove era entrato in contatto con gli ideali repubblicani, venendo per questo reclutato dai servizi segreti del Cairo. Il colonnello ʿAbd Allāh al-Sallāl, da poco promosso generale di brigata e nominato dallo stesso al-Badr al comando della guardia di palazzo, era a capo di un secondo piano di colpo di Stato: nato nel 1922, Sallal aveva fatto parte della prima classe di ufficiali yemeniti inviata a studiare a Baghdad, dove era entrato in contatto con gli ideali liberali finendo con l'aderire al Movimento yemenita libero; Sallal si era poi fatto la fama di agitatore politico in patria al punto da finire spesso in prigione, dove aveva avuto modo di conoscere personalmente diversi dei principali esponenti dell'opposizione all'imam e di completare la sua formazione politica repubblicana e nasseriana. Liberato per volere dell'allora principe ereditario al-Badr, con il quale aveva un lungo rapporto di collaborazione e con cui condivideva l'ammirazione per l'Egitto di Nasser, Sallal aveva ricoperto l'incarico di governatore dell'importante città portuale di al-Hudayda, dove aveva avuto modo di incontrare agenti egiziani e preparare il suo piano per un golpe; questo si saldò poi con una terza cospirazione ordita dai capi della confederazione tribale degli Hashid, desiderosa di vendetta dopo che Ahmad ne aveva fatto giustiziare il precedente sceicco e suo figlio. Un quarto complotto era infine tramato da un gruppo di giovani principi della casa reale, tra cui figurava in particolare il figlio di Hassan ibn Yahya, Abdullah: più che ad abolire l'imamato come i precedenti cospiratori, questi erano invece intenzionati a rimpiazzare al-Badr sul trono, ritenendolo completamente incapace di assolvere ai suoi doveri di monarca.
Lo stesso imam al-Badr ricevette almeno tre avvertimenti circa i complotti che stavano avvenendo ai suoi danni. Il 20 settembre Ahmad al Shami, ambasciatore yemenita a Londra, trasmise un telegramma ad al-Badr scongiurandolo di non recarsi a Sana'a per i funerali del padre, sostenendo che diversi ufficiali dell'esercito supportati dagli egiziani stavano preparando un tentativo di assassinio nei suoi riguardi; il telegramma fu recapitato al nuovo imam solo dopo la cerimonia, ma al-Badr, in ogni caso, non subì alcun attentato probabilmente perché decine di migliaia di uomini delle tribù erano accorsi a Sana'a per i funerali, superando di gran lunga la consistenza numerica dei cospiratori. Pochi giorni dopo un anziano dignitario di corte, Mohammed al Shami, già rappresentate personale del vecchio imam a Sana'a, avvicinò al-Badr e gli riferì che, stando a varie voci raccolte al bazar della capitale, un gruppo di ufficiali dell'esercito stava pianificando l'omicidio del sovrano; al-Badr congedò il dignitario e non prese seriamente la notizia.
L'ultimo avvertimento arrivò giusto il giorno prima del golpe dallo stesso incaricato d'affari egiziano a Sana'a, Abdul Wahad, il quale non solo aveva sentore di tutti i vari piani di golpe in preparazione nello Yemen ma esercitava anche un certo grado di influenza su di essi. Il 25 settembre il diplomatico si incontrò con al-Badr e, citando fonti dei servizi segreti egiziani, lo informò che un gruppo di ufficiali dell'esercito yemenita, tra cui il generale Sallal e il tenente Moghny, stava preparando un colpo di Stato per abolire la monarchia e proclamare la repubblica; la mossa aveva intenti doppiogiochisti: Wahad voleva fornire copertura politica all'Egitto qualora il golpe fosse fallito e, contemporaneamente, mettere pressione ai cospiratori perché agissero al più presto e di concerto. Subito dopo aver parlato con al-Badr, infatti, Wahad si incontrò con Moghny e gli comunicò che l'imam aveva scoperto in qualche modo il suo piano, incoraggiandolo a unirsi alle forze di Sallal e unificare le due cospirazioni; Wahad contava sul fatto che, anche se informato, al-Badr non avesse né il tempo né il modo per correre ai ripari. L'imam convocò per spiegazioni il generale Sallal, finendo con il credere alle sue professioni di innocenza ed estraneità a qualsiasi complotto; Sallal fu abile nello sviare i sospetti su di sé e nello spostare l'attenzione dell'imam, piuttosto, sulla cospirazione ordita dai principi della casa reale, avendo gioco facile nel sostenere che questa era finalizzata a portare sul trono lo zio Hassan ibn Yahya. Sfruttando la volontà di al-Badr di discostarsi dall'autoritario governo del padre e, in particolare, la sua riluttanza a inaugurare il suo regno con un massacro di oppositori politici, Sallal convinse l'imam ad adottare misure piuttosto passive: gli ufficiali sospetti non andavano arrestati ma solo messi sotto sorveglianza, e la piccola forza di mezzi corazzati dell'esercito yemenita andava concentrata nei dintorni di Sana'a per fronteggiare eventuali manifestazioni popolari dei sostenitori di Hassan.

## Il colpo di Stato e le sue conseguenze

### Il golpe repubblicano

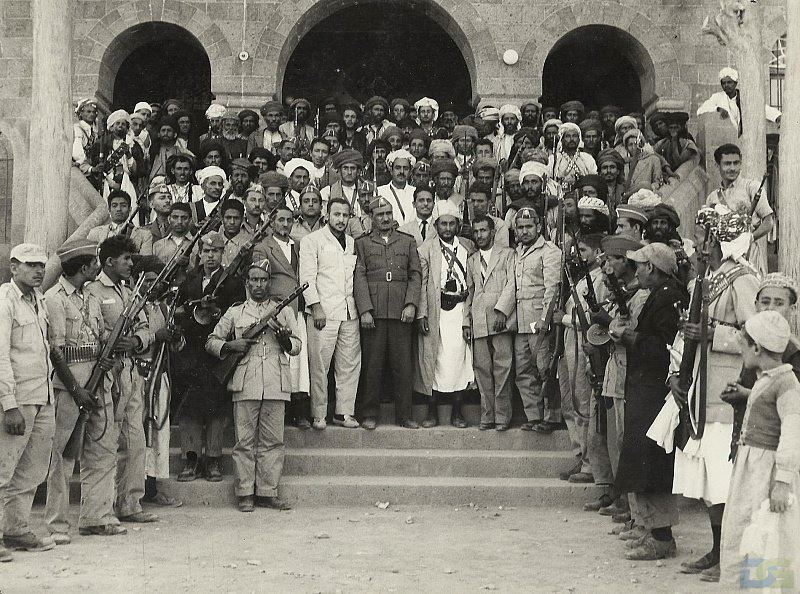
Foto di gruppo dei militanti repubblicani a Sana'a poco dopo il colpo di Stato del settembre 1962; al centro della foto si riconoscono Salla e Baydani

Nel pomeriggio del 26 settembre 1962 al-Badr riunì un consiglio dei ministri presso il palazzo di Dar al-Basha'ir di Sana'a, la sua residenza personale da principe della corona, per discutere delle riforme che aveva in mente per svecchiare l'arretrato sistema istituzionale, economico e infrastrutturale yemenita. La riunione ebbe termine intorno alle 22:30, e al-Badr si ritirò nelle stanze private del palazzo; il generale Sallal, presente all'incontro, si allontanò adducendo una scusa qualsiasi. Intorno alle 23:00 un forte rumore di mezzi cingolati fu udito nelle vicinanze del palazzo, ma questo non preoccupò più di tanto l'imam visto che si trattava delle forze corazzate yemenite che al-Badr stesso aveva ordinato di mobilitare per fronteggiare un eventuale colpo di Stato a Sana'a; la colonna corazzata, forte di 13 carri armati T-34, sei autoblindo, due cannoni semoventi e due cannoni antiaerei, era invece agli ordini del tenente Moghny, che dopo l'avvertimento dell'egiziano Wahad aveva deciso di far partire il suo piano per un colpo di Stato. Moghny e gli ufficiali a lui solidali avevano messo insieme un piccolo arsenale sottraendo poco alla volta armi e munizioni durante le esercitazioni dell'esercito yemenita, ed erano ben preparati: soldati e veicoli furono rapidamente dislocati nelle vicinanze dei punti chiave di Sana'a. Un'autoblindo fu inviata a prelevare Sallal dalla sua abitazione per portarlo al quartier generale di Moghny, dove il giovane tenente chiese al generale di prendere posizione circa l'imminente colpo di Stato; Sallal si disse favorevole ma solo a condizione di avere la presidenza nel governo repubblicano che si sarebbe insediato al posto dell'imam. Moghny, troppo giovane e inesperto, e privo della rete di contatti politici di cui godeva Sallal, dovette accettare, finendo ben presto con l'essere messo ai margini del nascente regime repubblicano.
Al palazzo di Dar al-Basha'ir, uno degli assistenti di Sallal, Hussein al-Shukeiri, cercò di introdursi negli alloggi di al-Badr per attentare alla vita del monarca, ma la sua arma si inceppò mentre stava per fare fuoco; mentre le guardie reali cercavano di catturarlo, al-Shukeiri si suicidò. Pochi minuti dopo, intorno alle 23:45, il palazzo fu privato della corrente elettrica e i carri armati nelle sue vicinanze iniziarono ad aprire il fuoco su di esso; al-Badr reagì immediatamente e, afferrata una mitragliatrice, si pose alla guida delle guardie di palazzo per fronteggiare i militari golpisti. Nel frattempo, altre località chiave venivano occupate dai repubblicani: un camion di soldati fu inviato a occupare senza colpo ferire la stazione radio di Sana'a e la centrale telefonica, assicurando ai golpisti il controllo delle comunicazioni estere dello Yemen; anche l'aeroporto della capitale fu occupato incontrando solo una resistenza leggera. Più difficoltoso fu, per i golpisti, impossessarsi dell'arsenale di al Qalah, sul lato orientale della capitale, dove erano ammassate le principali scorte di armi e munizioni delle forze armate yemenite: i circa 300 soldati si rifiutarono di obbedire ad altri ordini che a quelli dell'imam e dovettero essere sconfitti in una battaglia che lasciò 83 morti sul terreno, lo scontro più sanguinoso di tutto il golpe. Al palazzo di Dar al-Basha'ir, la posizione di al-Badr divenne ben preso insostenibile: il grosso delle guardie reali decise di disertare e abbandonò il palazzo, lasciando l'imam con solo un piccolo seguito mentre la struttura veniva presa a cannonate dai golpisti. Per qualche ora al-Badr continuò a opporre resistenza, finché decise di fuggire tramite un passaggio segreto che conduceva all'esterno: muovendosi di soppiatto, l'imam riuscì a lasciare Sana'a e a dirigersi verso nord. La radio di Sana'a controllata dai repubblicani si affrettò quindi ad annunciare la sua morte nel bombardamento del palazzo.

### L'intervento egiziano

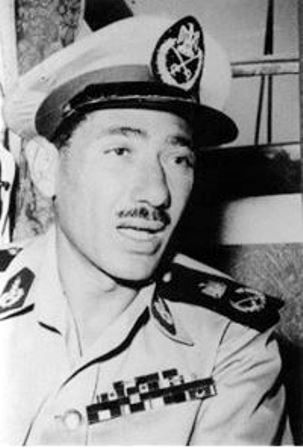
Il feldmaresciallo ʿAbd al-Ḥakīm ʿĀmir, capo di stato maggiore generale delle forze armate egiziane e uno dei principali pianificatori militari dell'intervento dell'Egitto nella guerra

Subito dopo aver consolidato il loro potere a Sana'a i militari golpisti avanzarono richieste di aiuto all'Egitto, trovando immediatamente risposta: già il 29 settembre un gruppo di ufficiali di collegamento egiziani capitanati dal generale Ali Abd al-Hameed arrivò a Sana'a per rendersi conto della situazione; gli egiziani erano accompagnati da Abd al-Rahman al-Baydani, uno dei principali esponenti del Movimento yemenita libero e celebre per i suoi programmi di propaganda anti-monarchica trasmessi dalla radio del Cairo. Al-Hameed formulò un resoconto piuttosto allarmante circa la tenuta del consiglio repubblicano e la misera consistenza delle forze armate yemenite, chiedendo l'immediato invio di truppe da combattimento egiziane per sostenere la rivoluzione; già il 5 ottobre un battaglione di forze speciali egiziane arrivò in volo a Sana'a per fungere da guardie del corpo del generale Sallal, e nelle settimane seguenti furono fatte affluire nel paese cospicue forze terrestri con il supporto di mezzi corazzati, artiglieria e aerei da combattimento. Entro un mese dal golpe gli egiziani avevano 13 000 soldati nello Yemen, saliti a 15 000 per la fine del 1962.
A parte per il ruolo dell'incaricato d'affari Abdul Wahad, vi è ancora dibattito tra gli storici circa il grado di coinvolgimento dell'Egitto nel colpo di Stato del 26 settembre, e su quanto il governo del Cairo desiderasse davvero essere coinvolto in una guerra civile tra monarchici e repubblicani yemeniti. Con l'evidente intento di delegittimare la nuova repubblica bollandola come un mero fantoccio di una potenza straniera, i monarchici yemeniti accusarono l'Egitto di aver interamente pianificato e orchestrato il colpo di Stato; tale accusa fu ripresa e sostenuta anche dal governo del Regno Unito: almeno nove mesi prima del colpo di Stato del 26 settembre, funzionari dei servizi segreti britannici avevano riferito di un crescente numero di indizi circa l'intenzione di Nasser di dare il via a un golpe repubblicano nello Yemen. Come prova della premeditazione del coinvolgimento del Cairo nella guerra, venne citata la tempistica dell'invio delle prime truppe egiziane nello Yemen: stando a resoconti dei servizi segreti britannici, confermati da un disertore egiziano, le truppe lasciarono Il Cairo per Suez il 19 settembre, da dove quattro navi cariche di 3 000 soldati con armi e munizioni salparono il 22 settembre (quattro giorni prima del golpe) per arrivare al porto di al-Hudayda il 28 settembre (due giorni dopo il golpe).
I memoriali di parte egiziana sostengono che Il Cairo giocò un ruolo davvero minimo nel preparare e orchestrare il colpo di Stato, e che le truppe egiziane arrivarono nello Yemen per supportare un genuino movimento rivoluzionario nato localmente. Abd al-Latif al-Baghdadi, un esponente del movimento dei "Liberi ufficiali" che aveva portato al potere Nasser nel 1954, sostenne che il colpo di Stato colse completamente di sorpresa la dirigenza del Cairo, e che Nasser si convinse a inviare le truppe solo dopo la notizia, rivelatasi poi falsa, della morte dell'imam al-Badr; secondo al-Baghdadi, Nasser stesso non avrebbe mai preso la decisione di intervenire se fosse stato informato per tempo del fatto che al-Badr era ancora vivo. Salah al-Din al-Hadidi, capo dei servizi segreti del Cairo, sostenne che il governo egiziano era al corrente dell'imminente golpe, ma scelse di non interferire nel suo svolgimento; sempre al-Hadidi negò che le truppe egiziane fossero state messe in allerta prima del colpo di Stato per un loro invio nello Yemen: la prima nave carica di truppe sarebbe salpata da Suez solo il 2 ottobre, raggiungendo al-Hudayda tre giorni dopo. Resoconti provenienti da repubblicani yemeniti sostengono che il golpe fu il prodotto di una cospirazione orchestrata da al-Baydani con suo cognato Anwar al-Sadat, importante esponente governativo egiziano molto vicino a Nasser; al-Baydani stesso sostenne di aver esercitato un ruolo centrale nella preparazione del golpe, ma i suoi resoconti sono generalmente considerati dagli storici come inattendibili e pieni di esagerazioni. Secondo lo storico Michael Oren, Nasser fu colto di sorpresa dalla notizia del golpe e la decisione di intervenire nel conflitto fu presa autonomamente dagli stessi ambienti militari egiziani, che misero fondamentalmente il leader di fronte al fatto compiuto; Nasser stesso diede comunque il suo beneplacito all'intervento, pur pensando inizialmente che il coinvolgimento militare egiziano nel conflitto sarebbe stato limitato tanto nel tempo quanto nella consistenza delle risorse impegnate.

### La formazione del fronte monarchico

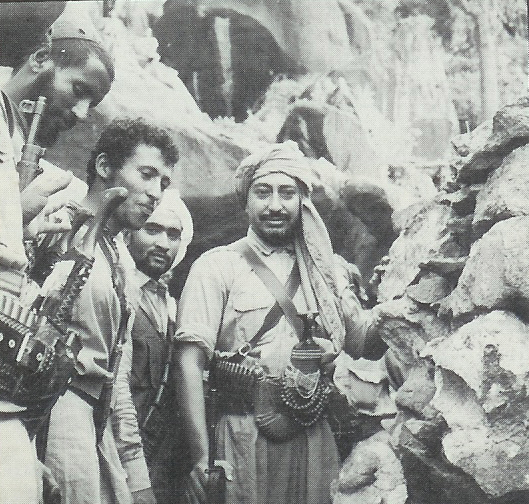
L'imam al-Badr in tenuta di guerra e attorniato dai suoi seguaci in una località montana dello Yemen

Aiutato da vari membri delle tribù locali, al-Badr raggiunse il 28 settembre 'Amran e poi, il giorno dopo, il villaggio di Jabal Miswar nel Governatorato di Hajja; la città di Hajja con la sua antica fortezza era tradizionalmente un luogo di rifugio dove gli imam potevano chiamare a raccolta i leali clan del nord, ma il locale governatore si era schierato dalla parte dei repubblicani e al-Badr dovette quindi continuare a spostarsi tra i villaggi montani della zona, raggruppando strada facendo gli uomini delle tribù. Quindici giorni dopo la sua fuga da Sana'a, al-Badr aveva raggiunto Marwah nello Yemen nord-occidentale ed era ormai alla testa di diverse migliaia tra irregolari tribali e sopravvissuti della sua guardia reale. Per smentire le voci circa la sua uccisione durante il golpe al-Badr inviò un messaggero nella vicina Arabia Saudita per poi, poco dopo, attraversare lui stesso il confine nei pressi di Khobar, all'estremità nord-occidentale dello Yemen, e raggiungere la città saudita di Jizan dove per due giorni fu ospite del locale governatore. Da qui al-Badr inviò messaggi al segretario generale della Lega araba, denunciando l'aggressione subita dal suo paese per opera dell'Egitto di Nasser, nonché ai monarchi Sa'ud dell'Arabia Saudita e Husayn di Giordania, a cui chiese aiuto e supporto. Fatto questo, l'imam riattraversò il confine e stabilì il suo quartier generale nella regione montuosa di Jabal Qara nel Governatorato di Hajja; il 12 novembre al-Badr rilasciò un'intervista fotografica a un giornalista francese, smentendo pubblicamente a livello globale le notizie sulla sua morte diffuse dai repubblicani.
Il giordano Husayn, da sempre in cattivi rapporti con Nasser, si schierò immediatamente a favore dei monarchici yemeniti, mentre la situazione alla corte saudita di Riad era più complicata, con il governo diviso sul riconoscere o meno la nuova repubblica proclamata a Sana'a. I componenti borghesi del governo, come pure alcuni dei membri più giovani della stessa famiglia reale, mostravano scarsa fiducia nella capacità della monarchia saudita di modernizzarsi e rimanere al passo coi tempi, ed erano quindi inclini ad appoggiare il piano di Nasser di impiegare la rivolta repubblicana nello Yemen per scardinare alla base il sistema di governo della dinastia saudita; l'ago della bilancia si spostò però decisamente in favore dei componenti più conservatori e fedeli alla dinastia dopo il rientro nella capitale, il 24 ottobre, del principe ereditario Faysal. Alla presa di posizione finale dei sauditi contribuì poi lo stesso Nasser, che ordinò incursioni armate contro le basi che i monarchici yemeniti stavano organizzando oltre la frontiera: dopo che il governo di Sallal ebbe dichiarato, l'11 ottobre, l'esistenza di uno «stato di guerra» tra Sana'a e Riad in ragione dell'aiuto saudita offerto ai guerriglieri monarchici, il 25 ottobre velivoli egiziani sganciarono bombe sulla città saudita di Najrān lungo il confine nord-orientale con lo Yemen; nella prima settimana di novembre aerei e navi egiziane bombardarono cinque villaggi lungo la costa saudita nei dintorni di Jizan. Il governo repubblicano avanzò pretese territoriali sulla provincia saudita di 'Asir, persa dallo Yemen nella guerra del 1934, e aerei egiziani paracadutarono carichi di armi per equipaggiare un supposto movimento popolare locale di opposizione ai Saud; l'azione si risolse in un buco nell'acqua, visto che i beduini della zona erano più che fedeli alla monarchia saudita. Faysal, nominato il 31 ottobre dal sovrano come nuovo primo ministro del regno, prese in mano la situazione, annunciando il 6 novembre la rottura delle relazioni diplomatiche con l'Egitto e avviando un programma di riforme economiche e sociali per allontanare qualsiasi pericolo di rivoluzione in Arabia Saudita.

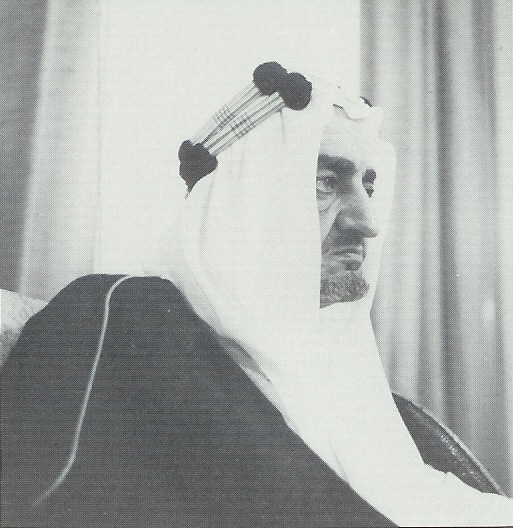
Faysal dell'Arabia Saudita: inizialmente come primo ministro e poi, dal 1964, come sovrano in carica fu il principale fautore dell'intervento saudita nella guerra

I sostenitori della monarchia si fecero rapidamente avanti. Informato del golpe, il principe Hassan ibn Yahya lasciò New York e rientrò a Gedda in Arabia Saudita per assumere la guida del movimento di opposizione alla repubblica. Credendo alla notizia della morte di al-Badr diffusa da radio Sana'a, Hassan si proclamò come nuovo imam dello Yemen, ma quando fu informato che il nipote era ancora vivo rinunciò al titolo e si pose ai suoi ordini: fu immediatamente ricompensato da al-Badr con la nomina a primo ministro e comandante in capo dell'esercito monarchico. Hassan raggiunse quindi la zona di Najrān: rifornito di armi, apparecchiature radio e denaro dai sauditi, il principe attraversò il confine e stabilì il suo quartier generale sulle montagne a est di Sa'da, iniziando a radunare una vasta armata tra gli uomini delle tribù locali per aprire un secondo fronte di conflitto con i repubblicani. Quasi tutti i principali comandanti subordinati dei monarchici erano parte della famiglia reale: lo stesso Hassan ibn Yahya impiegò come comandanti secondari due dei suoi figli e sei dei suoi nipoti. Svariati membri della famiglia reale erano stati allontanati dal paese dall'imam Ahmad, sempre sospettoso verso possibili pretendenti al suo trono; ma molti di essi, pur avendo modo di studiare in università estere e di abbracciare gli ideali liberali, rimasero fedeli alla loro posizione e ai loro diritti ereditari, e non esitarono a rientrare in patria per combattere a favore della monarchia. Erano, come disse qualcuno, come «una combattente tribù di cugini». L'unico borghese a ricoprire un ruolo importante nell'alto comando dei monarchici fu il qadi Ahmed al Sayaghi, già governatore di Ibb sotto il regno di Ahmad; Sayaghi era però spesso critico verso le decisioni prese da al-Badr, al punto che per un certo tempo sembrò proporsi come portavoce di una "terza forza" contraria tanto ai monarchici quanto ai repubblicani, arrivando ad attirarsi i sospetti di entrambe le parti. Sayaghi non riuscì tuttavia a dare concretezza alle sue posizioni, e rimase ucciso in azione verso la fine del 1963.

### La Repubblica Araba dello Yemen

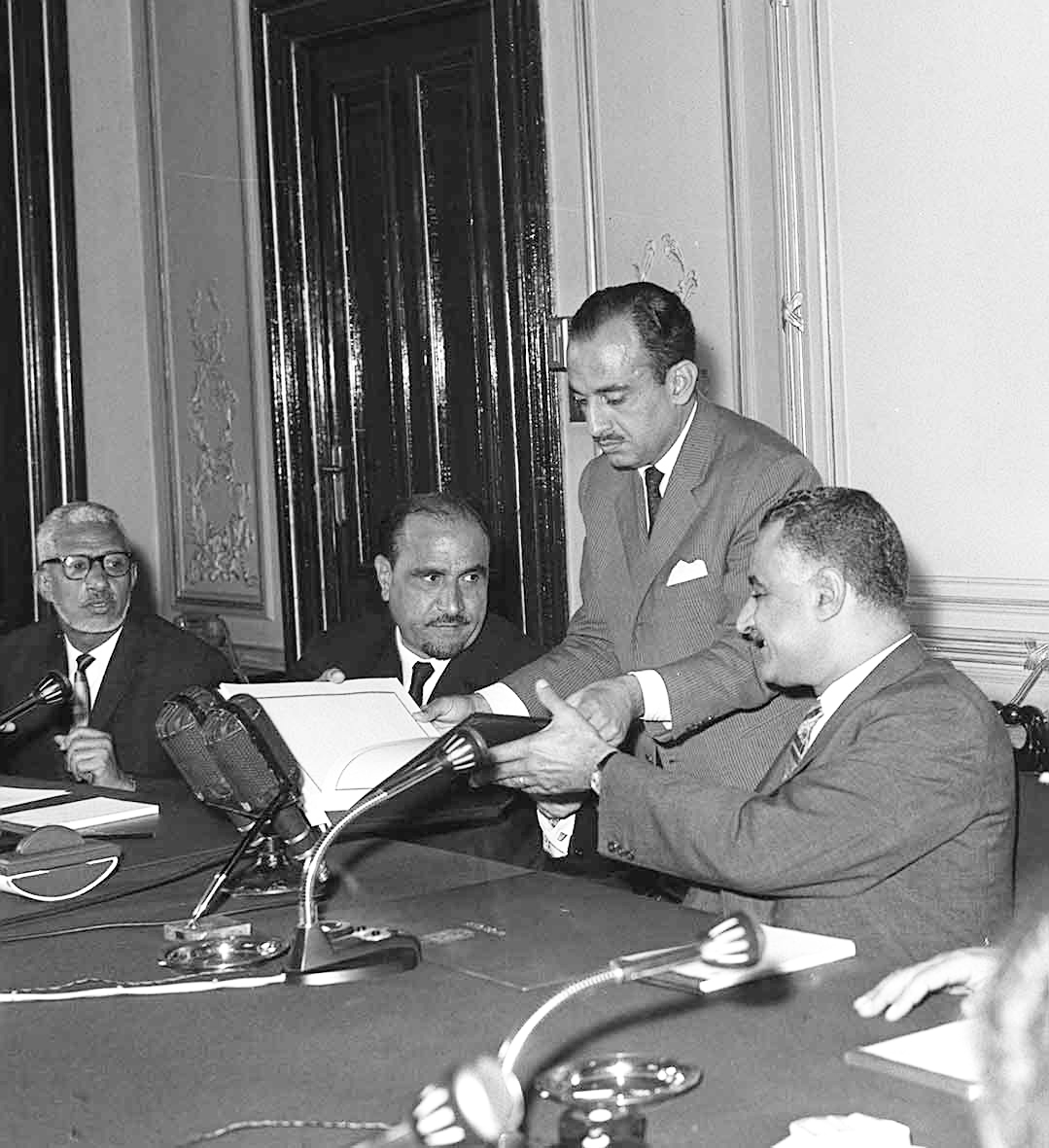
Sallal (seduto al centro) e Nasser (sulla destra) durante un incontro ufficiale nel luglio 1964

Nel frattempo, a Sana'a i repubblicani avevano proclamato l'istituzione di una "Repubblica Araba dello Yemen" (RAY), retta da un consiglio rivoluzionario con a capo il generale Sallal; tra i primi atti del nuovo governo vi fu l'istituzione di un tribunale speciale per giudicare gli esponenti del vecchio regime: almeno cinquanta persone, tra cui tre principi della casa reale, furono condannate a morte e giustiziate nelle sole prime due settimane di vita della repubblica. La compagine di governo era inizialmente piuttosto variegata, annoverando anche sostenitori degli ideali del ba'thismo e tecnocrati formati nelle università occidentali, ma lo scontro tra le varie personalità dominanti portò, nei primi mesi, a una netta affermazione dei nasseristi di Sallal: gli esponenti governativi che potevano insidiare la presidenza del generale furono allontanati con l'assegnazione di incarichi di secondo piano all'estero, oppure caddero vittima di assassini. La classe politica a cui i repubblicani potevano appoggiarsi era limitata, annoverando circa 200 ufficiali dell'esercito addestrati dagli egiziani e una cinquantina di altre personalità con formazione universitaria; di conseguenza, per garantire il funzionamento della macchina statale consiglieri egiziani furono insediati in praticamente tutti i ministeri e gli uffici chiave. Il nuovo governo varò, nel corso del primo anno, varie riforme: le proprietà terriere della casa reale furono confiscate e convertite in fattorie statali; fu riformata l'istruzione e avviato un programma di sviluppo urbanistico; fu abolita la schiavitù, ancora formalmente in vigore nello Yemen; fu istituita una banca nazionale e introdotta una moneta yemenita, rimpiazzando il vecchio tallero di Maria Teresa che da 150 anni veniva usato per le transazioni economiche in particolare tra gli uomini delle tribù. In base alla nuova costituzione yemenita, approvata il 13 aprile 1963 e modellata su quella egiziana, erano garantite alla popolazione le libertà civili fondamentali, il potere giudiziario era proclamato come indipendente, la proprietà privata era tutelata e i monopoli aboliti; le riforme incoraggiarono effettivamente diverse migliaia di espatriati yemeniti a fare ritorno nel loro paese.
Dopo l'Egitto, la prima grande potenza a riconoscere il governo repubblicano fu l'Unione Sovietica, già il 1º ottobre 1962; entro il 6 ottobre la RAY era stata riconosciuta da altre nazioni arabe (Algeria, Tunisia, Libia e Sudan) come pure dalla Jugoslavia e dagli Stati del blocco sovietico, infine il 21 dicembre l'Assemblea generale delle Nazioni Unite, con un voto di 74 a 3, decise di assegnare il seggio spettante allo Yemen alla delegazione nominata dal nuovo governo repubblicano. L'8 novembre una delegazione yemenita si recò a Mosca per negoziare la concessione di aiuti militari, ma dovette rientrare a mani vuote: i sovietici, reduci dalla recente crisi dei missili di Cuba, si limitarono a riconfermare gli accordi economici già stabiliti con lo Yemen e a finanziare lavori di potenziamento dell'aeroporto di Sana'a in modo che potesse ospitare i bombardieri egiziani; il regime repubblicano ripiegò sulla stipula, il 10 novembre, di un patto di mutua difesa con l'Egitto. Anche dopo il colpo di Stato repubblicano la presenza sovietica nello Yemen rimase ridotta a una missione di 75 consiglieri militari per l'addestramento delle truppe e 32 specialisti in sviluppo economico, integrati successivamente da esperti civili in materia di agricoltura e istruzione; le forze armate repubblicane ricevettero armi ed equipaggiamenti sovietici, ma tratti dalle disponibilità egiziane piuttosto che trasferiti loro direttamente dall'URSS. L'interscambio commerciale tra Unione Sovietica e Yemen, come pure la concessione di crediti economici sovietici agli yemeniti, conobbero tuttavia un netto incremento negli anni successivi al colpo di Stato.
Gli Stati Uniti riconobbero il nuovo regime il 19 dicembre 1962, ma a parte loro in un primo momento solo altre quattro nazioni occidentali (Australia, Canada, Germania Ovest e Italia) fecero altrettanto; oltre a Regno Unito, Arabia Saudita e Giordania, altre importanti nazioni che rifiutarono di riconoscere il cambio di regime furono Turchia e Iran. L'interesse statunitense per lo Yemen era stato notevolmente ridotto negli anni precedenti il golpe, il che, combinato con l'iniziale incertezza sulla sopravvivenza dell'imam al-Badr, potrebbe aver guidato la decisione del riconoscimento andando contro i desideri di due tradizionali alleati come britannici e sauditi. L'amministrazione Kennedy guardò poi al conflitto in un'ottica di mero contenimento, cercando di impedirne un'estensione fuori dai confini yemeniti, di ostacolare lo sviluppo di una posizione preminente dei sovietici nella regione e, in generale, di garantire una posizione stabile per il futuro Yemen; del resto, i buoni rapporti avuti da al-Badr con i sovietici prima del golpe non lo rendevano molto popolare presso il governo statunitense. L'intervento militare egiziano nello Yemen e le incursioni delle forze del Cairo oltre il confine con l'Arabia Saudita furono gli elementi visti con più preoccupazione dal governo di Washington.

## Forze in campo

### Monarchici

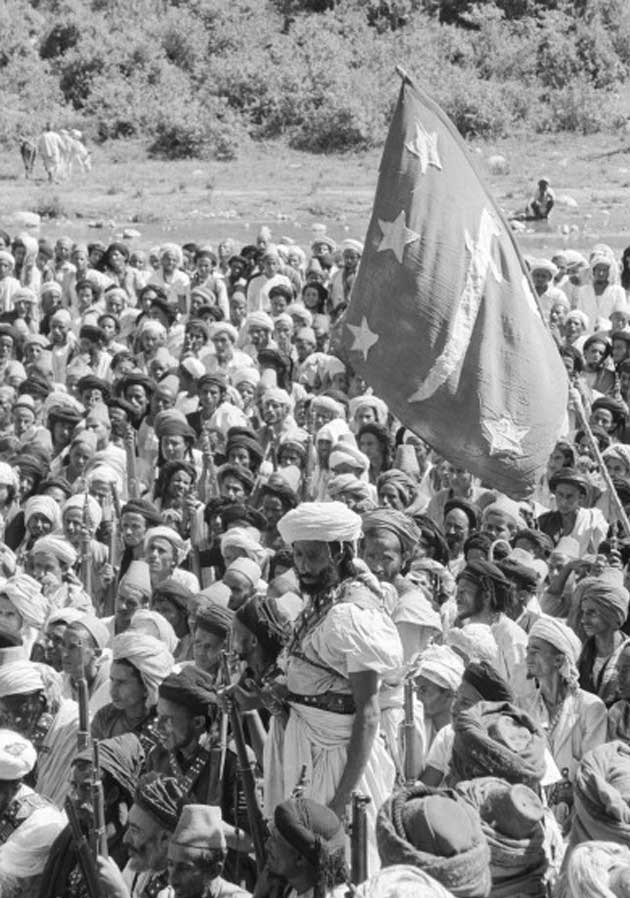
Una folla di guerrieri tribali raccolta sotto il vessilo dell'imam in un accampamento yemenita nel 1962

Superati i primi convulsi giorni del colpo di Stato, lo schieramento delle opposte forze vedeva i repubblicani e i loro alleati egiziani in pieno controllo dei maggiori centri urbani dello Yemen del Nord, dove la popolazione urbana era per la maggior parte favorevole alla Repubblica, mentre i monarchici erano molto più forti nei villaggi e nelle zone rurali, i cui abitanti erano in generale più tradizionalisti e fedeli all'alleanza religiosa con l'imam regnante. Le città yemenite erano roccaforti naturali, collocate come erano su picchi montuosi e comprendenti vari edifici in pietra dotati di feritoie per sparare con le armi da fuoco, favorendo quindi la loro difesa da parte dei repubblicani; dalle città si dominavano anche le principali risorse idriche della nazione, un fattore importante nelle operazioni nello Yemen. Di contro, la rete stradale che connetteva i vari centri urbani era alquanto primitiva e spesso inadatta al traffico veicolare, rendendo difficili i movimenti delle colonne meccanizzate degli egiziani e favorendo invece le imboscate dei monarchici, più agili nei movimenti nell'aspro entroterra yemenita. Le numerose caverne che punteggiavano le montagne erano postazioni strategiche per la guerriglia, anche perché spesso si trovavano nelle vicinanze delle strade più importanti: i monarchici spostavano la loro artiglieria leggera fuori dalle caverne giusto il tempo per aprire il fuoco sul nemico, per poi tornare a nascondersi all'interno sfuggendo la tiro di risposta dei cannoni egiziani
Verso la fine del 1962 le forze monarchiche erano organizzate in quattro raggruppamenti principali. L'imam al-Badr, dal suo quartier generale nelle caverne del Jabal Qara, controllava le forze schierate nell'angolo nord-occidentale dello Yemen; da qui il controllo dei monarchici si estendeva verso sud in direzione della città di Hajja, la cui fortezza era però in mano ai repubblicani: le colonne corazzate egiziane erano in grado di penetrare le linee nemiche e raggiungere Hajja in ogni momento, ma una volta che lasciavano la zona i monarchici erano virtualmente del tutto liberi di spostarsi nella regione circostante la città. Da Jabal Qara la zona controllata dall'imam si estendeva in un arco verso nord attorno alle roccaforti repubblicane di Haradh e Sa'da seguendo la catena dei Monti Razidh e il confine yemenita-saudita, per ricongiungersi poi a est al raggruppamento di forze al comando del principe Hassan ibn Yahya che aveva il suo quartier generale sulle montagne attorno a Wadi Amlah; l'area di operazioni principale delle forze del principe Hassan era quella ricompresa tra le città di Sa'da a nord e Al Harf a sud. Nominalmente il principe Hassan aveva il comando generale di tutte le truppe monarchiche schierare a est dei Monti Razidh, ma la precarietà dei contatti radio con il suo quartier generale rendeva i successivi due raggruppamenti di forze realiste del tutto autonomi. A sud delle forze sotto il diretto controllo di Hassan si trovavano le truppe del principe Abdullah ibn Hussein, concentrate principalmente nella regione montuosa a sud-est della depressione di Jawf; queste forze insidiavano la parte nord-orientale del Governatorato di Sana'a, facendo pressione sulla guarnigione repubblicana di Sinwan. Ancora più a sud si trovava il quarto gruppo di forze monarchiche, quello capitanato dal principe Abdullah ibn Hassan: schierato sui rilievi della catena dei Monti Khawlan a oriente di Sana'a, questo raggruppamento di forze manteneva una pressione costante e diretta sulla capitale e le zone circostanti. Le forze di Abdullah ibn Hassan estendevano poi il loro controllo ulteriormente verso sud in direzione del Governatorato di Ma'rib, dove la città di Harib, posta sulla linea di confine con i possedimenti britannici, era in mano ai monarchici.

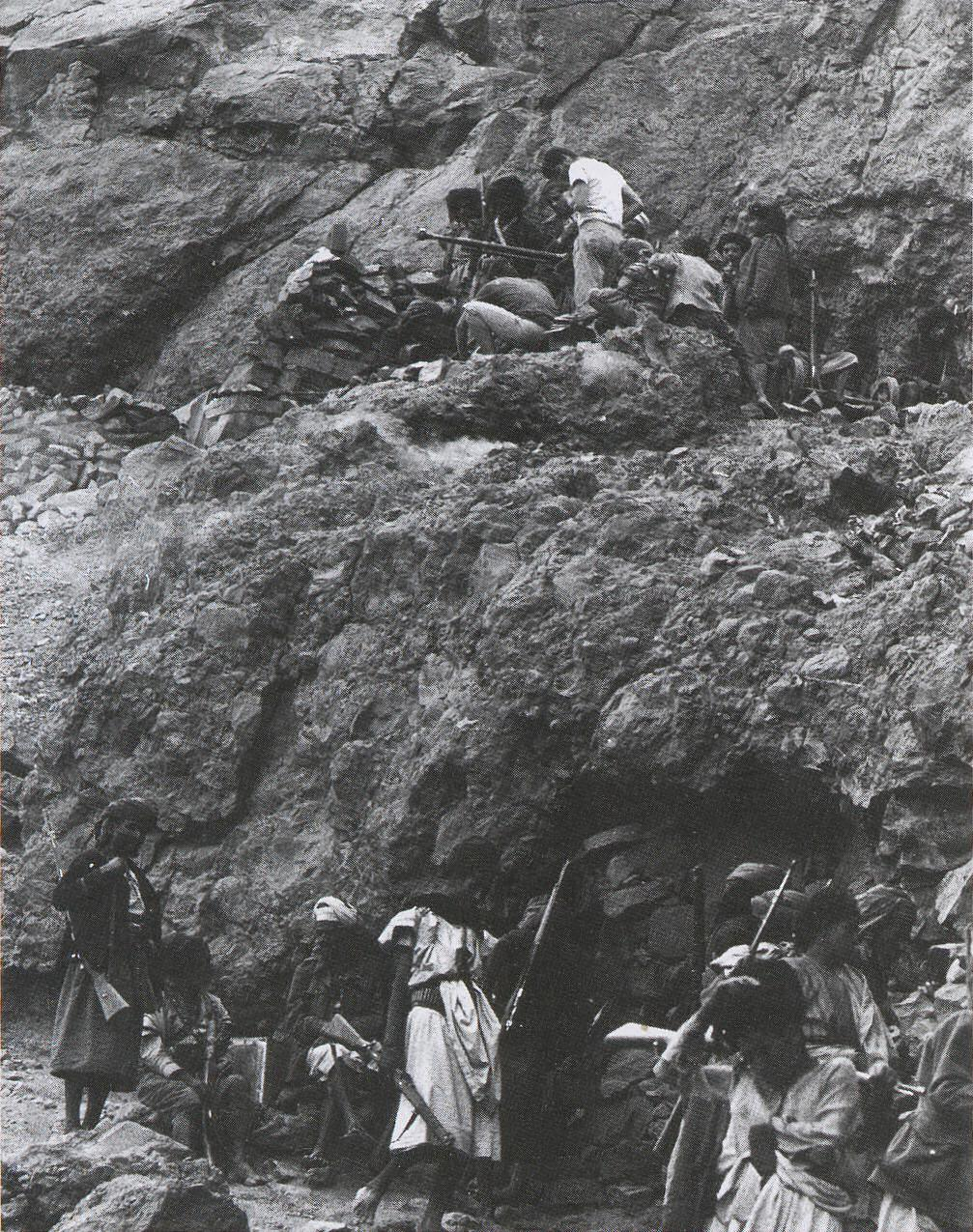
Una base dei guerriglieri monarchici in una zona montuosa dello Yemen; notare, nella parte alta della foto, due mercenari europei intenti a mostrare ai combattenti una mitragliatrice pesante

Il gruppo di Stati impegnato a fornire appoggio alla guerriglia monarchica era una compagine piuttosto variegata. Gli aiuti maggiori arrivavano dall'Arabia Saudita, che oltre a fornire ampi quantitativi di finanziamenti e armi moderne mise a disposizione degli uomini dell'imam basi sicure e campi d'addestramento sul suo stesso territorio; la Giordania inviò invece un contingente di ufficiali dell'esercito per provvedere all'addestramento dei combattenti realisti. Il Regno Unito guardava con timore al dispiegamento di forze da combattimento egiziane così vicino al confine con la Federazione dell'Arabia Meridionale, e del resto l'Egitto prese ben presto a servirsi della RAY come base per fornire supporto ai combattenti indipendentisti attivi ad Aden, impegnati in una campagna di attacchi contro le autorità locali; questo portò a scaramucce di frontiera nonché a incursioni aeree di rappresaglia tanto britanniche sul suolo della RAY quanto egiziane sul suolo della Federazione, ma in generale dopo il fallimento di Suez il governo di Londra non era intenzionato a farsi coinvolgere in un nuovo conflitto su vasta scala in Medio Oriente. I britannici fornirono comunque diversi aiuti segreti ai monarchici, inviando armi e consiglieri militari. I monarchici reclutarono anche un eterogeneo gruppo di mercenari europei, comprendente tanto ex membri dello Special Air Service britannico quanto soldati di fortuna francesi e belgi reduci dal servizio a favore dello Stato secessionista del Katanga durante gli eventi della crisi del Congo; i mercenari europei in Yemen, il cui numero non superò mai la cinquantina di elementi, non servivano in ruoli di combattimento ma operavano principalmente come addetti alle comunicazioni radio o nell'addestramento all'impiego delle armi pesanti.
Anche Israele fornì aiuti: il paese considerava le frequenti minacce di guerra proferite da Nasser come un pericolo esistenziale, e fu di conseguenza ben felice di fare tutto il possibile per tenere impegnati i soldati egiziani in un teatro di guerra molto lontano dai suoi confini. Il Mossad israeliano collaborò quindi con l'MI6 britannico per inviare ai monarchici armi, denaro e forniture mediche, organizzando tra il 1964 e il 1966 quattordici missioni segrete di trasporto aereo per paracadutare i rifornimenti all'interno dei confini yemeniti. Infine, anche l'Iran fornì notevoli aiuti: Egitto e Iran erano in pessimi rapporti, con Teheran che avversava la penetrazione degli egiziani nella penisola araba e verso il Golfo Persico e Il Cairo che biasimava gli ottimi rapporti commerciali esistenti tra Iran e Israele; la comune fede sciita favoriva poi i rapporti tra gli iraniani e i seguaci dell'imam. Gli iraniani inviarono armi ed equipaggiamenti, trasferiti attraverso il territorio saudita oppure paracadutati direttamente tramite missioni di trasporto aereo segrete; ufficiali addestratori iraniani furono inoltre inviati nelle zone controllate dai monarchici, mentre combattenti yemeniti furono mandati in Iran per ricevere addestramento specialistico.

### Repubblicani

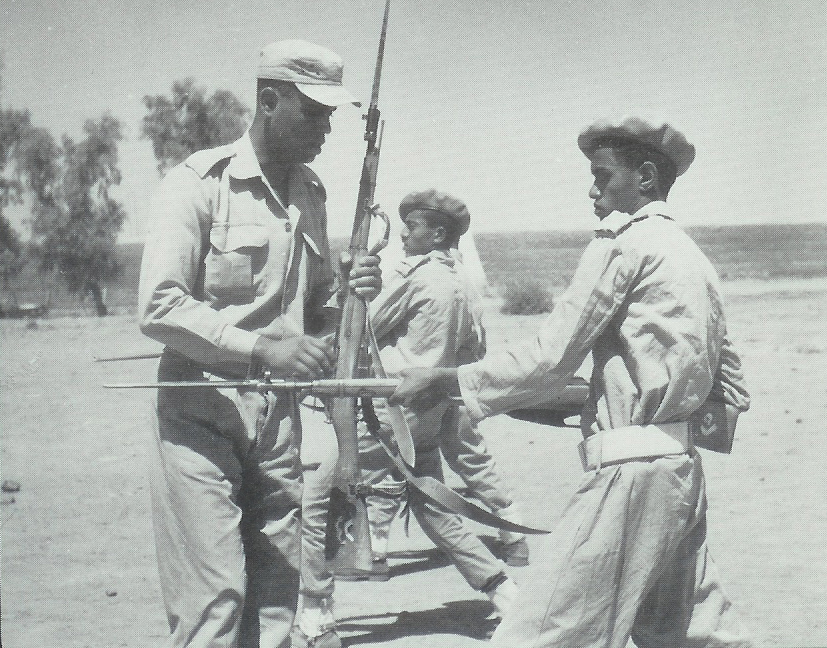
Un istruttore egiziano insegna a un gruppo di reclute repubblicane l'uso della baionetta del fucile

La Repubblica Araba dello Yemen aveva il suo cuore politico ed economico nel triangolo formato dalla capitale Sana'a a nord, dal centro di Ta'izz a sud e dal porto di al-Hudayda a ovest; tutte le operazioni militari offensive e difensive intraprese da egiziani e repubblicani nei primi anni di guerra avevano fondamentalmente come loro fine la messa in sicurezza delle zone comprese nel triangolo nonché la difesa e manutenzione della rete stradale che connetteva le tre città principali. Gli egiziani contavano di usare le zone sicure del triangolo per formare rapidamente un'efficiente forza militare yemenita, cui demandare il grosso delle operazioni di pacificazione delle zone rurali; di fatto, l'organizzazione, l'equipaggiamento e l'addestramento dell'esercito della RAY richiesero molto più tempo del previsto, al punto che i repubblicani divennero un elemento militarmente importante solo a partire dal 1966.
La missione esplorativa egiziana arrivata a Sana'a nel settembre 1962 aveva trovato le forze armate repubblicane in uno stato davvero pessimo. L'esercito regolare yemenita aveva, nel periodo precedente al colpo di Stato, un totale di 30 000 effettivi in armi, ma buona parte di loro aveva disertato o era passata dalla parte dei monarchici dopo il golpe; l'esercito yemenita era ritenuto come il più antiquato tra gli eserciti arabi del periodo, e difettava notevolmente nell'addestramento all'uso degli armamenti più moderni. I repubblicani controllavano il piccolo parco veicoli pesanti dell'esercito yemenita, forte di 31 carri armati e 95 altri veicoli blindati, nonché buona parte dei pezzi d'artiglieria più moderni, ma dopo il bombardamento del palazzo di Dar al-Basha'ir questi erano gravemente a corto di munizioni: come misura contro possibili colpi di Stato dei militari, l'imam Ahmad aveva fatto stoccare il grosso delle scorte di proiettili per l'artiglieria e i carri nelle caverne del Jabal Nuqum, la montagna più alta nelle vicinanze di Sana'a, accessibili solo attraverso stretti sentieri impercorribili da veicoli a motore. Il resto dell'equipaggiamento era parimenti disperso in lungo e in largo per la nazione: ad esempio, i pezzi di ricambio per i veicoli e i cannoni ammassati a Sana'a erano stoccati a 250 chilometri di distanza nei magazzini di Ta'izz, e i carri armati impiegati nel golpe erano stati in pratica mantenuti in efficienza dai consiglieri militari egiziani tenendo Ahmad all'oscuro di ciò. Le forze repubblicane dovettero intraprendere grossi sforzi anche solo per individuare la collocazione e stilare un inventario delle scorte di equipaggiamento del loro stesso esercito. Il resto delle forze armate era praticamente inesistente: da primo ministro, al-Badr aveva favorito la nascita di una forza aerea yemenita, acquistando velivoli in Unione Sovietica e inviando una cinquantina di allievi yemeniti in Italia per studiare come piloti e istruttori paracadutisti; ma dopo che un membro della famiglia reale era morto in un incidente aereo l'imam Ahmad aveva ordinato la messa a terra di tutti i velivoli yemeniti, molti dei quali vennero privati di parti essenziali al funzionamento o lasciati ancora imballati nelle casse con cui erano stati trasportati via mare. Dopo il golpe, i 16 aerei d'attacco Il-10 dell'aviazione militare yemenita furono rinvenuti completamente arrugginiti e inservibili, mentre i tecnici egiziani riuscirono a rimettere in servizio una decina di aerei da trasporto Il-14; gli aeroporti yemeniti erano in generale solo piste sterrate prive di qualsiasi struttura moderna. La marina militare yemenita aveva solo due motovedette armate di mitragliatrici.

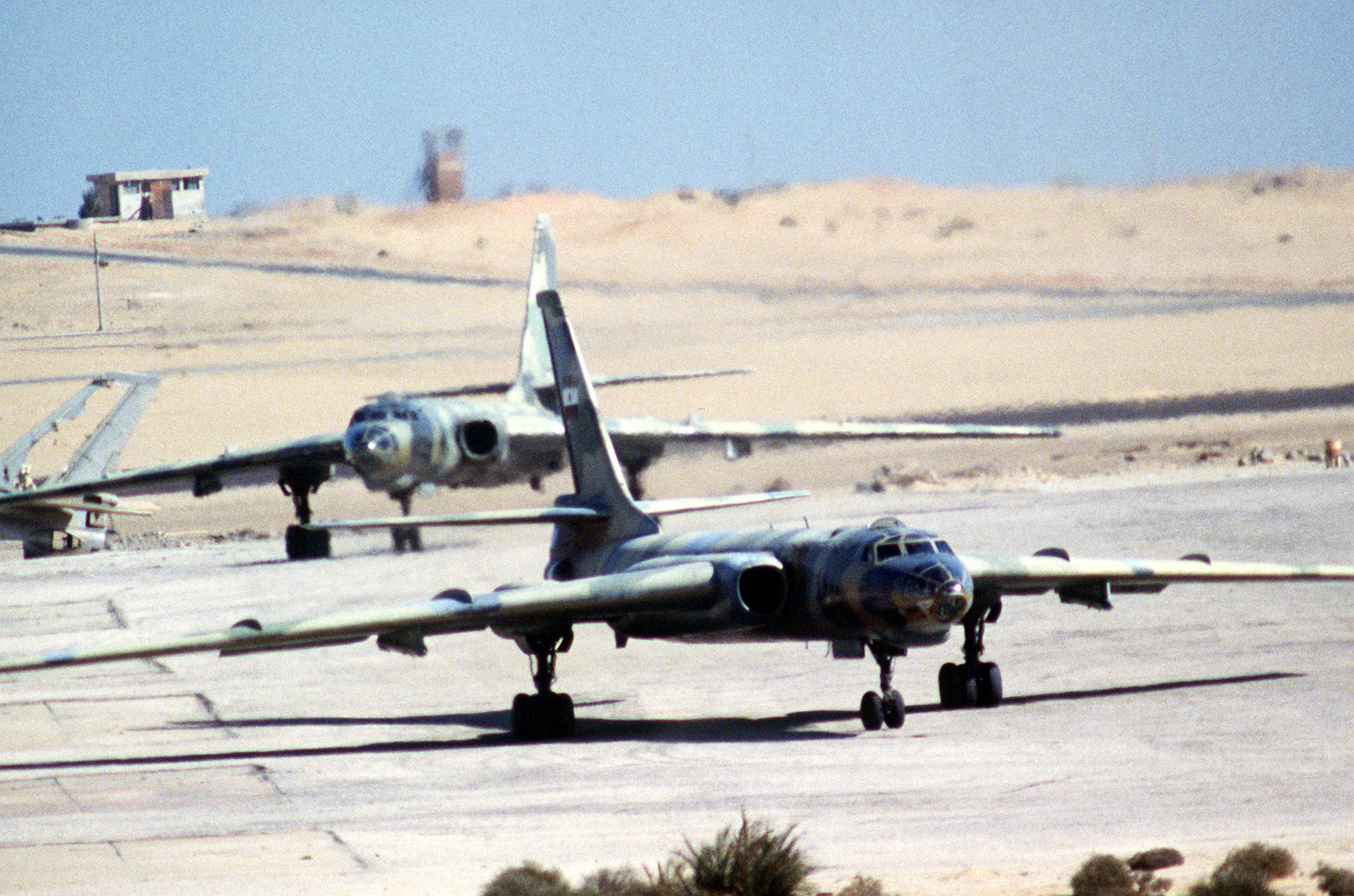
Una coppia di Tu-16 in una base egiziana; il bombardiere fu il velivolo da combattimento più pesante usato dagli egiziani nello Yemen

Nei primi anni di guerra il peso maggiore delle operazioni belliche dovette ricadere quindi sulle unità egiziane; il problema, però, era che le truppe egiziane erano del tutto impreparate a sostenere il tipo di guerra che si sarebbero trovate di fronte. Le prime unità sbarcate nello Yemen nel 1962 non avevano alcuna idea né del terreno né del nemico che si trovavano davanti: gli ufficiali egiziani avevano difficoltà a distinguere quali tribù yemenite fossero schierate dalla parte dei monarchici e quali invece dalla parte dei repubblicani, e in generale difettavano di un sistema di comunicazioni all'altezza o anche solo di mappe affidabili dello Yemen. Le truppe egiziane non avevano alcun addestramento alla guerra in ambiente montuoso, e per quanto si fossero formate al combattimento nelle guerre convenzionali combattute contro Israele non avevano alcuna esperienza in fatto di operazioni di controguerriglia. Il comando e controllo era un altro problema: nell'ottobre 1962 il generale Anwar al-Qadi fu nominato comandante in capo del corpo di spedizione egiziano, ma il feldmaresciallo ʿAbd al-Ḥakīm ʿĀmir, braccio destro di Nasser e capo di stato maggiore generale delle forze armate, considerava lo Yemen come un suo feudo militare personale e interferiva nella pianificazione e conduzione delle operazioni, scavalcando spesso i desideri dello stesso Nasser; anche l'allora generale Anwar al-Sadat, nominato membro del consiglio presidenziale egiziano per la gestione degli affari yemeniti, giocava un ruolo importante nelle decisioni militari riguardanti la campagna.
Le forze egiziane godevano di una superiorità totale in fatto di aviazione. Anche se gli alleati dei monarchici avessero avuto l'intenzione di finanziare la creazione di una forza aerea realista, acquistando velivoli e ingaggiando mercenari per pilotarli, rimaneva il problema di dove basare gli apparecchi: se fossero stati schierati in Yemen sarebbero stati facilmente distrutti al suolo dai raid nemici, mentre i sauditi non volevano che apparecchi realisti decollassero dall'interno dei loro confini per timore di rappresaglie egiziane sul loro territorio. Padroni del cielo, tra il 1963 e il 1964 gli egiziani schierarono nelle basi aeree yemenite (principalmente Sana'a, Ta'izz e al-Hudayda, mentre la base aerea di Sa'da era spesso inutilizzabile a causa degli attacchi dei monarchici) cinque squadroni di apparecchi da combattimento, equipaggiati con cacciabombardieri a elica Yak-11 e aviogetti MiG-15 e MiG-17 per l'appoggio diretto dei reparti al suolo, nonché con bombardieri leggeri Il-28 per le azioni a più lungo raggio; bombardieri pesanti Tu-16, dotati di equipaggi misti egiziani e sovietici, operavano invece in missioni di bombardamento strategico a partire dalla base di Assuan nell'Egitto meridionale, 1 200 chilometri a nord-ovest dello Yemen. Aerei da trasporto Il-14 e An-12 viaggiavano giornalmente tra l'Egitto e lo Yemen portando truppe, equipaggiamento e rifornimenti, compensando le carenze dello scalo portuale di al-Hudayda che consentiva l'attracco solo di un numero ridotto di navi di grosso tonnellaggio; con il passare del tempo, gli egiziani fecero sempre più ricorso agli elicotteri (principalmente apparecchi Mi-4) per il rifornimento degli avamposti più isolati e l'appoggio dei reparti in battaglia

## La guerra

### Primi scontri

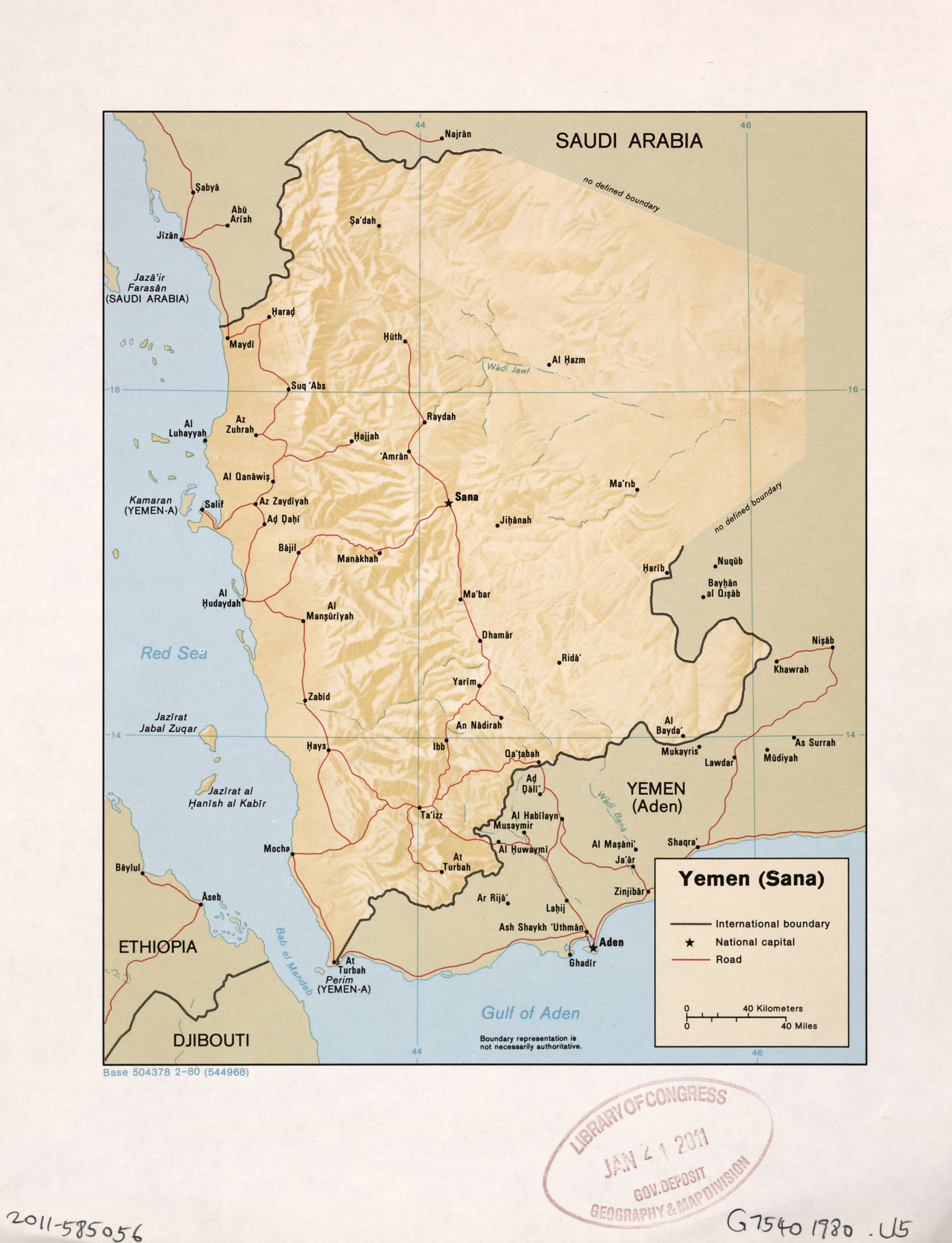
Carta dello Yemen del Nord

Le forze repubblicane puntavano a sfruttare le prime settimane successive al golpe del 26 settembre 1962 per consolidare il loro controllo sul paese e impedire che i monarchici potessero organizzare un credibile movimento di opposizione; appena due settimane dopo il golpe, tuttavia, i guerriglieri realisti iniziarono a lanciare una serie di operazioni offensive contro gli avamposti dei repubblicani, mettendoli subito sulla difensiva: a nord, forze monarchiche catturarono Sa'da (un tradizionale luogo di raduno dei gruppi tribali favorevoli all'imam) e altre località del Governatorato di al-Jawf, mentre a sud una colonna realista si spinse fino a raggiungere la città di Ma'rib, dove un gruppo di sorpresi consiglieri militari sovietici venne fatto prigioniero. Di fronte a questi primi successi altre tribù yemenite annunciarono la loro opposizione alla RAY e la loro alleanza con il fronte monarchico di al-Badr, obbligando i repubblicani a mettere subito in piedi un'offensiva per riguadagnare il loro prestigio; i repubblicani confidavano nella presenza al loro fianco delle prime truppe egiziane e del totale dominio dell'aria che detenevano.
Alla fine di ottobre un contingente di paracadutisti egiziani fu aviotrasportato a Sa'da, che cadde rapidamente anche perché la popolazione locale era per la maggior parte favorevole ai repubblicani; i paracadutisti stabilirono una base sicura, ma quando uscirono dalla città per ricongiungersi alle forze in arrivo da Sana'a via terra caddero in una serie di imboscate da parte delle tribù monarchiche della zona, venendo obbligati a rientrare a Sa'da dove si ritrovarono assediati. L'8 novembre il resto delle forze egiziane lanciò un'offensiva via terra per liberare Sa'da dall'assedio, ma i monarchici bloccarono efficacemente la principale strada di collegamento tra la città e la capitale; i realisti riuscirono anche a portare vicino alla città abbastanza artiglieria per sottoporre l'aeroporto di Sa'da a un intenso bombardamento, minacciando di tagliare del tutto i rifornimenti alla guarnigione egiziana. Il 27 novembre gli egiziani rinnovarono l'offensiva con l'appoggio di forze corazzate: quattro colonne mossero attraverso il difficile terreno montuoso, venendo affrontate da una forza di circa 2 000 guerrieri tribali appoggiati da mortai e cannoni senza rinculo; dopo aver forzato la prima linea di resistenza, gli egiziani commisero l'errore di inseguire i monarchici in ritirata bene addentro alle montagne, finendo con il cadere in una serie di imboscate. Solo grazie a un massiccio impiego di artiglieria pesante gli egiziani riuscirono infine a forzare lo strategico passo di al-San'ara, l'unica via d'approccio alla città da meridione; il 30 novembre le forze egiziane riuscirono a liberare Sa'da dall'assedio, ma i monarchici rimasero in possesso delle alture che contornavano la città.
Il successo di Sa'da fu effimero, e altre controffensive repubblicane sferrate tra la fine di ottobre e la fine di novembre non ebbero alcun successo. A est, una colonna di carri egiziani e fanteria repubblicana fu inviata a liberare Ma'rib; in marcia verso la città, la colonna fu affrontata dai monarchici del principe Abdullah ibn Hassan nella regione montuosa del Jabal al Urush, venendo sbaragliata e costretta a ripiegare dopo aver subito pesanti perdite. Abdullah approfittò del successo e mosse ai primi di novembre alla volta della città di Sirwah, 25 chilometri a ovest di Ma'rib, presidiata da una guarnigione repubblicana; una missione di soccorso da parte delle forze aviotrasportate egiziane si concluse disastrosamente: un contingente di paracadutisti fu lanciato a più riprese dagli aerei per rinforzare la guarnigione, ma molti degli uomini atterrarono a forte distanza dalla città e furono di conseguenza uccisi dai monarchici che la circondavano. L'impreparazione delle truppe egiziane continuava a essere causa di disastri: in novembre una colonna corazzata egiziana mosse da Sana'a per attaccare venti chilometri più a nord la cittadina di Arhab, da cui passavano varie linee di comunicazione dei monarchici; il coordinamento tra corazzati e fanteria era talmente pessimo che i carri armati furono lasciati proseguire da soli lungo la strada, consentendo ai monarchici di attaccarli facilmente ai fianchi. Dodici carri egiziani furono distrutti e i loro equipaggi massacrati, mentre il resto della colonna fuggiva in direzione della capitale.

### L'offensiva Ramadan

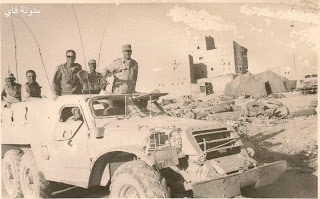
Un gruppo di ufficiali egiziani a bordo di un trasporto BTR-152 durante le operazioni in Yemen

I primi mesi di guerra si erano conclusi sostanzialmente con uno stallo: egiziani e repubblicani non erano stati in grado di assicurarsi una rapida conclusione del conflitto, sigillando le frontiere yemenite con l'Arabia Saudita e i possedimenti britannici e isolando così le sacche di resistenza monarchiche dalle loro fonti di rifornimento; anche le forze di al-Badr dal canto loro avevano fallito nel realizzare tanto il loro obiettivo principale, ovvero riprendere Sana'a decapitando il centro decisionale della RAY, quanto il loro obiettivo secondario, ovvero insidiare la strada tra la capitale e il porto di al-Hudayda, principale arteria logistica delle forze egiziane. Dopo il fallimento delle offensive repubblicane e le conseguenti avanzate dei monarchici del novembre-dicembre 1962, all'inizio di febbraio 1963 il feldmaresciallo Amir e il generale Sadat arrivarono a Sana'a per coordinare una vasta controffensiva che risollevasse la situazione dei repubblicani; benché a quella data le forze egiziane nello Yemen ammontassero già a 20 000 uomini, Amir ordinò di raddoppiare il contingente e i primi 5 000 rinforzi arrivarono nel paese nei primi giorni di febbraio.
L'operazione, passata alla storia come "offensiva Ramadan" perché lanciata appunto durante il mese sacro islamico del Ramadan, ebbe inizio il 18 febbraio 1963, sviluppandosi come un attacco a tenaglia da nord e da sud contro la regione della depressione di al-Jawf a nord-est di Sana'a, importante zona di concentramento delle truppe e dei rifornimenti monarchici. L'offensiva fu l'operazione meglio condotta dagli egiziani nel corso della guerra: la colonna settentrionale uscì da Sana'a con una forza di carri armati, autoblindo e autocarri seguiti da altre unità appiedate, mosse verso nord in direzione di Sa'da per poi piegare verso ovest nel vasto spazio desertico del Rub' al-Khali dove fu stabilita una base d'appoggio completa di una pista di atterraggio; da qui, la colonna egiziana piegò verso sud e si inoltrò nella regione di al-Jawf. Pochi giorno dopo la partenza della prima, una seconda colonna egiziana con carri e autoblindo lasciò Sana'a e diresse verso est in direzione di Ma'rib e Harib, chiudendo la regione di al-Jawf da sud. Le tattiche egiziane erano migliorate: l'aviazione si impegnò in numerose missioni di ricognizione per mappare il terreno davanti alle colonne e individuare i concentramenti di forze nemici, mentre pattuglie di forze speciali furono infiltrate dietro le linee per localizzare le postazioni di artiglieria dei monarchici e dirigere su di loro il fuoco dei cannoni egiziani. Le forze egiziane fecero effettivamente un ricorso esagerato al fuoco a lunga distanza dell'artiglieria pesante, riversando tonnellate di munizioni, anche incendiarie e al fosforo, su ogni più piccolo segno di resistenza nemica, senza curarsi minimamente dei danni collaterali e delle vittime causate alla popolazione civile: un modo anche per demoralizzare i guerriglieri monarchici e intimidire i capi tribali fedeli all'imam.
L'offensiva riuscì a conseguire i suoi obiettivi: nonostante l'arrivo da Najran di 1 500 guerriglieri appena addestrati ed equipaggiati dai sauditi, la resistenza monarchica al passo di al-Fajara fu infranta dagli egiziani dopo due giorni di pesanti combattimenti; al-Hazm, principale centro urbano del Governatorato di al-Jawf, fu quindi catturata alla fine di febbraio con un ben eseguito lancio di 1 000 paracadutisti egiziani. Nel frattempo, il 25 febbraio la colonna meridionale prese Ma'rib, lasciata sgombra e disabitata dai monarchici; la successiva città di Harib era un centro logistico di primaria importanza per i realisti, ma il grosso delle forze che la difendeva era stato spostato solo dieci giorni prima più a nord per assistere alla spinta del principe Abdullah ibn Hassan in direzione di Sana'a, e il comandante locale decise prudentemente di fuggire. Harib cadde quindi in mano agli egiziani il 7 marzo, portando all'interruzione di una delle più importanti arterie di rifornimento dei monarchici.

### Il fallimento della diplomazia

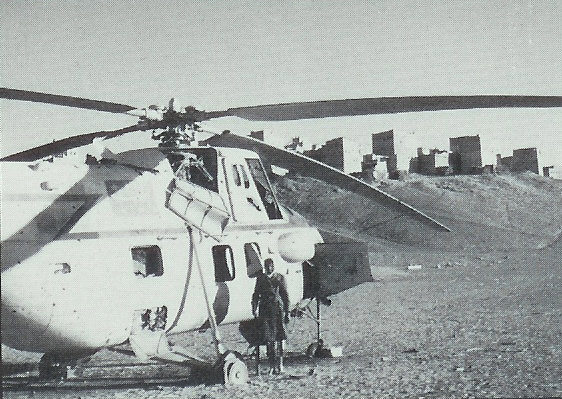
Un elicottero Mi-4 repubblicano catturato a terra dai monarchici nei dintorni di Ma'rib

Il successo egiziano nell'offensiva Ramadan fu seguito da uno schema che sarebbe divenuto tipico con il proseguire del conflitto. Desideroso di porre rapidamente fine all'oneroso impegno militare nello Yemen, Nasser fece seguire alle vittorie sul campo di battaglia una serie di appelli per la stipula di un cessate il fuoco, seguiti dall'apertura di negoziati diplomatici con l'Arabia Saudita mediati dagli statunitensi e dalle Nazioni Unite. Per quanto questi negoziati portassero alla stipula di tregue e promesse di un ritiro delle forze egiziane dallo Yemen in cambio della fine dell'appoggio saudita alla guerriglia, il fronte monarchico di al-Badr era del tutto escluso da essi perché considerato come un attore non-statale e privo di riconoscimento internazionale; di conseguenza, i gruppi tribali monarchici sfruttavano il rallentamento delle operazioni egiziane dovuto ai negoziati per rafforzarsi, riorganizzarsi e lanciare offensive per riprendere il terreno perduto, senza paura di incorrere in sanzioni internazionali per il loro comportamento. Davanti alle avanzate monarchiche e alla prospettiva di un rovesciamento del regime repubblicano di Sana'a Nasser inevitabilmente rispondeva annullando i ritiri di truppe appena negoziati e anzi rafforzando la presenza militare egiziana nello Yemen; questo però faceva apparire la posizione negoziale e diplomatica dell'Egitto come completamente inaffidabile agli occhi degli altri attori internazionali in gioco, rendendo difficile pervenire ad altri negoziati tra le parti.
Tra marzo e aprile 1963, grazie agli sforzi degli inviati statunitensi Ellsworth Bunker e Ralph Bunche fu possibile arrivare a un primo accordo il 29 aprile tra Il Cairo e Riad, in base al quale i sauditi avrebbero interrotto i rifornimenti di armi ai monarchici in cambio di un ritiro delle truppe egiziane dallo Yemen e della fine dei loro bombardamenti aerei nelle zone di confine; fu stabilita una "zona demilitarizzata" estesa per venti chilometri lungo i due lati della frontiera tra Arabia Saudita e Yemen da cui tutti gli equipaggiamenti bellici delle due parti dovevano essere rimossi, e fu approvato l'invio di una missione di osservatori militari delle Nazioni Unite (UNYOM) per vigilare sul rispetto degli accordi. La missione delle Nazioni Unite, attiva dal luglio 1963, fu un fallimento, come del resto tutto l'accordo: carenza di finanziamenti alle Nazioni Unite portarono la UNYOM a disporre di personale e risorse estremamente ridotte, ulteriormente ostacolate dalle mancanze logistiche e dalla limitatezza del mandato della missione; i traffici lungo la frontiera saudita-yemenita continuarono praticamente indisturbati, come del resto i movimenti di truppe egiziane la cui consistenza, più che calare, andò aumentando. La missione UNYOM fu quindi terminata nel settembre 1964 senza aver ottenuto praticamente nulla.

### La controffensiva monarchica

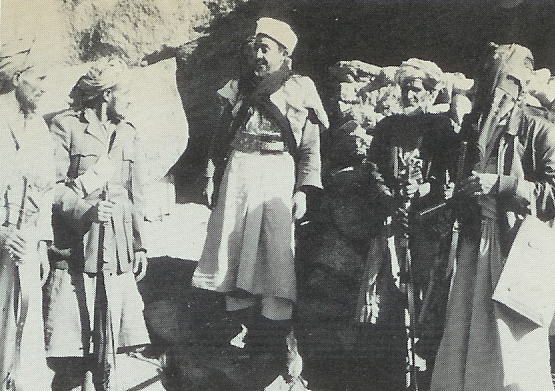
Il principe Hassan ibn Yahya, primo ministro e secondo in comando del fronte monarchico, arringa un gruppo di guerrieri fuori da una caverna yemenita

Mentre erano in corso i primi negoziati tra egiziani e sauditi, i monarchici si erano per gran parte ripresi dallo shock dell'offensiva Ramadan e stavano iniziando a riguadagnare il terreno perduto. Tra la fine di marzo e la fine di aprile 1963 i monarchici avevano riconquistato buona parte del Governatorato di al-Jawf, rioccupando le località più importanti salvo la città di al-Hazm dove la guarnigione egiziana era però tagliata fuori; i monarchici avevano poi preso le cittadine di Barat e Safa sulle montagne a ovest della depressione di al-Jawf, minacciando di nuovo la roccaforte repubblicana di Sa'da. Dai primi di maggio si assistette a un periodo di sostanziale stallo delle operazioni, mentre i due contendenti negoziavano tregue locali per riorganizzarsi; lo stallo si interruppe a settembre, quando gli scontri ripresero su vasta scala. L'offensiva Ramadan aveva spinto i monarchici a rivedere la loro strategia: la superiorità egiziana in fatto di supporto aereo e artiglieria, in particolare, portò i monarchici ad abbandonare gli assalti frontali e i concentramenti di truppe per ripiegare su una strategia di pura guerriglia. Le forze realiste furono riorganizzate in gruppi più piccoli di combattenti, armati alla leggera e molto mobili, infiltrati dietro le linee repubblicane per attaccare principalmente le vie di comunicazione e i convogli che le percorrevano; la tradizione guerriera yemenita, che faceva di ogni uomo abile un tiratore scelto con il fucile, rendeva facile reclutare eccellenti guerriglieri. Il potere aereo consentiva agli egiziani di attuare bombardamenti devastanti, ma questo non provocava i danni sperati all'apparato bellico dei monarchici: i villaggi sospettati di aiutare la guerriglia venivano rasi al suolo, ma le principali basi dei monarchici erano disseminate in una miriade di caverne nelle zone montuose dell'entroterra yemenita, per buona parte invulnerabili ai bombardamenti aerei; dopo che i guerriglieri ebbero messo mano a un vasto quantitativo di mitragliatrici pesanti DŠK (catturate in battaglia agli egiziani o ottenute dai repubblicani stessi tramite corruzione), gli aerei egiziani dovettero aumentare l'altitudine a cui operavano per evitare il fuoco contraereo nemico, perdendo notevolmente in precisione nei bombardamenti.

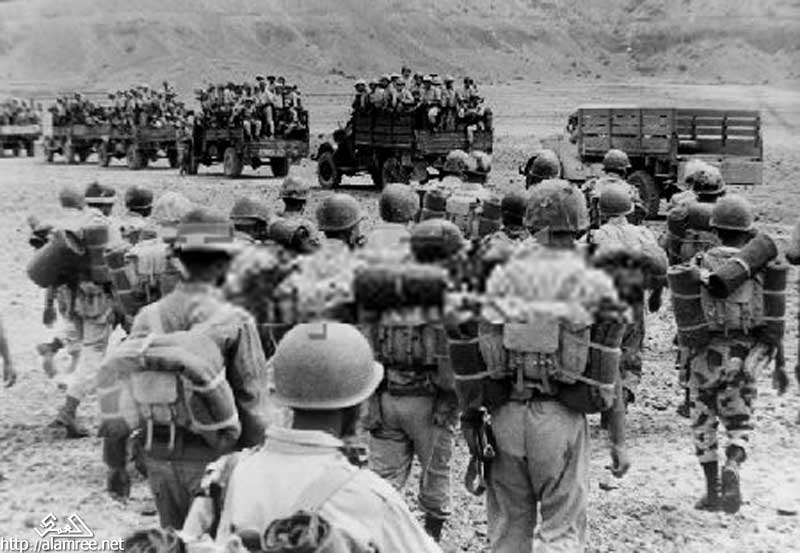
Un gruppo di soldati egiziani sale a bordo di alcuni camion nella zona di Sana'a

La ripresa dei combattimenti in settembre vide alcuni gravi rovesci per il fronte repubblicano. Ai primi del mese, una colonna egiziana lasciò la base di Lebena nel nord per inoltrasi nella depressione di al-Jawf e cercare di interrompere la principale via di rifornimento dei monarchici proveniente da Najran; le forze monarchiche, rifornite di armi pesanti dai sauditi, erano ben pronte ad accoglierle e la colonna egiziana dovette ritirarsi dopo aver subito pesanti perdite. In novembre il comandante delle forze egiziane, generale Anwar al-Qadi, diresse personalmente una nuova offensiva contro le posizioni tenute dai monarchici del principe Abdullah ibn Hassan a est di Sana'a: l'operazione si concluse disastrosamente, con le colonne egiziane oggetto di ripetute imboscate da parte dei monarchici. Lo stesso al-Qadi rimase gravemente ferito in combattimento e dovette essere evacuato, venendo sostituito alla guida delle forze egiziane dal tenente generale Abd al-Muhsin Kamil Murtaji. Il 1964 si aprì invece con un'offensiva delle forze del principe Abdullah ibn Hassan, che il 2 gennaio presero la cittadina di Jihanah, a sud-est di Sana'a, e la tennero per alcuni giorni prima di essere respinti da una controffensiva egiziana; la mossa era in realtà un diversivo volto a favorire l'infiltrazione di vari gruppi guerriglieri delle forze del principe Abdullah ibn Hussein, che stabilirono dei posti di blocco nelle cittadine di Boam e Suq al-Khamis interrompendo per almeno un mese la strategica strada di collegamento tra Sana'a e al-Hudayda. Le colonne corazzate egiziane riuscirono infine a riaprire la strada all'inizio di febbraio, ma non prima che i monarchici avessero compiuto incursioni contro la città di al-Haddah, cinque chilometri a sud-ovest di Sana'a, e contro una base egiziana ad appena un chilometro a ovest della capitale.
Mentre erano in corso gli scontri lungo la strada tra Sana'a e al-Hudayda, altre forze monarchiche avevano compiuto azioni a settentrione e meridione della capitale. A nord, guerriglieri monarchici si impadronirono della montagna di Jabal Sama da cui si dominava la strada di collegamento tra Sana'a e Sa'da, passando mesi a tendere disastrose imboscate ai convogli di rifornimento egiziani; una seconda forza monarchica si spinse fino a occupare il capoluogo provinciale di Beit al-Sayed e la città di Rijim, tenendole per diversi giorni per poi ritirarsi sulle montagne all'approssimarsi dei rinforzi egiziani, non prima comunque di aver convinto 300 soldati repubblicani a disertare e passare dalla parte dei realisti. A sud della capitale invece truppe del principe Abdullah ibn Hassan catturarono il passo di Naqil Islah e lo mantennero per tutto febbraio, attaccarono la strada tra Sana'a e Ta'izz e razziarono i convogli nemici che la attraversavano. Tra la metà di febbraio e i primi di giugno le operazioni divennero più pulviscolari, con meno azioni coordinate e un susseguirsi piuttosto di incursioni e imboscate isolate; una serie di vittoriose incursioni dei monarchici spinse gli egiziani a ritirare i loro avamposti nei deserti orientali e a riunirli in basi più grandi, protette da imponenti campi minati. Vari gruppi tribali prima quiescenti iniziarono a spostare il loro appoggio verso l'imam al-Badr, il che portò a sanguinose azioni di rappresaglia da parte delle colonne egiziane; le rappresaglie tuttavia non erano unidirezionali: dopo che il 25 maggio il suo quartier generale era stato assalito da guerrieri tribali schierati con i repubblicani, il principe Hassan ibn Yahya ordinò attacchi di rappresaglia contro le tribù ostili, incendiandone i villaggi e deportandone la popolazione. Agli attacchi monarchici gli egiziani risposero con un incremento dei bombardamenti; in maggio aerei egiziani attaccarono pesantemente la città di Shaharah nel nord, un centro dall'importante valore storico e religioso per gli yemeniti, e il 7 giugno colpirono duramente varie località in territorio saudita, attaccando Najran, Khamis Mushait e Jizan e causando diverse vittime anche tra i civili: solo a Jizan si contarono 30 morti e 90 feriti dopo che bombe egiziane ebbero colpito il centro della città.

### L'offensiva di Haradh

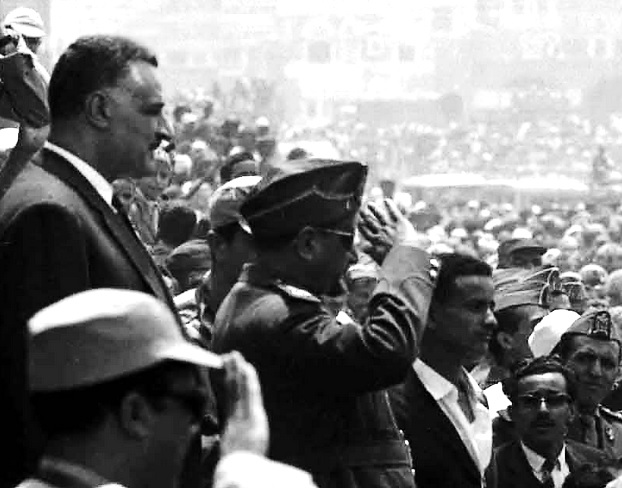
Nasser (a sinistra) saluta la folla durante la sua visita a Sana'a dell'aprile 1964; davanti a lui, intento a fare il saluto militare, vi è il generale Sallal

Il 23 aprile 1964 Nasser compì la sua prima visita di Stato a Sana'a, dove ebbe incontri con il presidente Sallal e i locali vertici militari repubblicani ed egiziani. Constatando la netta ripresa della guerriglia dei monarchici e la sostanziale perdita del controllo dei territori faticosamente conquistati l'anno prima con l'offensiva Ramadan, Nasser promise l'invio di ulteriori truppe da combattimento egiziane nello Yemen in vista di una nuova offensiva da attuarsi per l'estate del 1964; lo scopo era anche di influenzare l'imminente vertice dei capi di Stato delle nazioni arabe previsto per quel settembre ad Alessandria d'Egitto. La consistenza del corpo di spedizione egiziano, già salita a più di 36 000 uomini, crebbe ulteriormente attestandosi sui 50 000 effettivi entro la fine dell'anno.
L'offensiva egiziana prese quindi il via il 12 giugno: 4 000 soldati egiziani, rinforzati da truppe repubblicane e mercenari reclutati tra le tribù stanziate nei possedimenti britannici di Aden, uscirono da Sana'a e attaccarono le posizioni monarchiche nel Governatorato di al-Mahwit a nord-ovest della capitale, dove le forze del principe Abdullah ibn Hussein erano attestate in posizione per minacciare la strada principale tra Sana'a e al-Hudayda. In due giorni di pesanti combattimenti gli egiziani si impadronirono del quartier generale del principe situato presso la cittadina di Beit Adaqah, 30 chilometri a ovest di Sana'a, anche se un successivo contrattacco dei monarchici consentì loro di stabilizzare il fronte; gli scontri furono comunque molto costosi per i monarchici, i quali ammisero l'uccisione di 250 dei loro uomini tra cui il principe Ali ibn Hussein, primo membro della famiglia reale a cadere in combattimento durante la guerra. Successivamente, gli egiziani colpirono a nord di Sana'a nel Governatorato di 'Amran: sfruttando il malcontento delle tribù del posto nei confronti del locale comandante monarchico, gli egiziani presero con relativa facilità la regione attorno alla città di al-Sudah; dopo aver migliorato i rapporti con gli sceicchi locali, un mese più tardi i monarchici lanciarono una controffensiva che portò alla riconquista di parte del terreno perduto, anche se la stessa al-Sudah rimase in mano agli egiziani.
L'offensiva egiziana fu rilanciata il 14 agosto, quando una vasta forza uscì fuori dalla roccaforte repubblicana di Hardah nel nord-ovest del paese; per la prima volta dall'inizio del conflitto le forze della RAY rappresentavano la maggioranza delle truppe coinvolte nell'offensiva, visto che 1 000 egiziani affiancavano 2 000 repubblicani yemeniti. Le forze alleate dovevano procedere inizialmente a tagliare la via di rifornimento che dalla cittadina di confine saudita di Al Khubah scendeva verso sud attraverso le montagne fino al quartier generale dell'imam al-Badr sulla montagna di Jabal Qara; una volta fatto questo, la colonna si sarebbe divisa in due: un braccio della tenaglia avrebbe proceduto verso est alla volta della cittadina di Washa, nelle cui vicinanze si trovava il complesso di caverne dove al-Badr risiedeva, l'altro avrebbe proceduto verso nord-est per tagliare la via di ritirata verso l'Arabia Saudita attraverso la catena dei Monti Razidh. Lo scopo finale era quello di intrappolare il quartier generale di al-Badr ed eliminare l'imam stesso. L'offensiva procedette inizialmente bene, ma per due giorni le colonne repubblicane, appesantite da carri armati e veicoli blindati, rimasero impantanate nel terreno delle valli di Haradh e Tashar, reso fangoso da piogge improvvise; questo consentì ad al-Badr di evacuare il suo quartier generale e di impegnare le unità ai suoi ordini per ritardare l'avanzata nemica nella valle di Tashar, mentre i rinforzi guidati dal principe Abdullah ibn Hussein accorrevano per fronteggiare i repubblicani nella valle di Haradh. I monarchici avevano creato nella zona di al-Jawf una riserva mobile composta da truppe bene addestrate ed equipaggiate di autocarri e jeep armate con cannoni senza rinculo, mortai e mitragliatrici; questa forza mosse rapidamente attraverso le piste dei Monti Razidh e piombò sul fianco delle colonne egiziane ancora impantanate nei fondovalle, attaccandole da ogni lato e obbligandole infine a ritirarsi dopo aver subito pesanti perdite di uomini e veicoli.

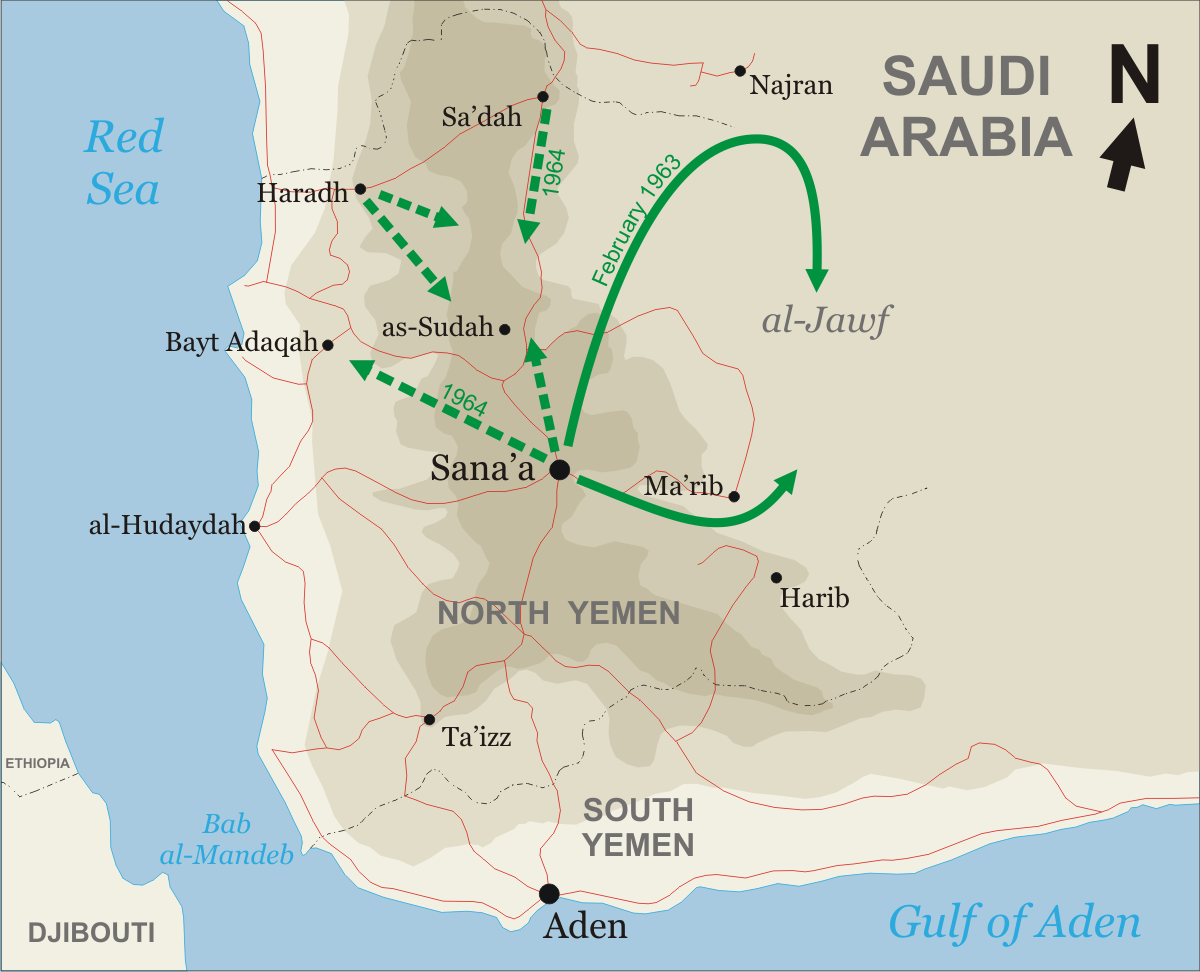
Carta dello Yemen del Nord: le frecce verdi continue indicano le direttrici dell'offensiva Ramadan del 1963, quelle tratteggiate le offensive egiziane del 1964

Nel tentativo di alleviare la pressione sulle loro truppe, una seconda forza repubblicana sortì da Sa'da puntando a ricongiungersi verso sud alle unità che avevano lasciato Haradh; 250 paracadutisti egiziani furono lanciati sui passi dei Monti Razidh per unirsi a dei gruppi di guerrieri tribali che si riteneva avessero defezionato dal campo monarchico: i paracadutisti non trovarono invece alcun supporto nelle tribù della zona, e dovettero ritirarsi verso Sa'da tormentati per tutto il tragitto dal tiro dei cecchini monarchici. Nel frattempo, più a sud-est il principe Abdullah ibn Hassan sferrò due attacchi per alleggerire la pressione nemica sul quartier generale dell'imam: una forza monarchica lanciò un'incursione contro la guarnigione egiziana di Jihana sulle montagne a est di Sana'a, mentre un gruppo più piccolo armato di mortai e cannoni senza rinculo si infiltrava attraverso le linee per sferrare un bombardamento mordi-e-fuggi contro la capitale e le basi aeree nelle sue vicinanze.
Gli egiziani rivendicarono di aver ottenuto una grande vittoria nell'offensiva di Haradh, proclamando di aver annientato il quartier generale dei monarchici e obbligato l'imam a lasciare il paese. L'offensiva si era in realtà tradotta in una grave disfatta per il fronte repubblicano: dopo la fine della missione UNYOM i sauditi avevano ripreso senza alcuna limitazione gli invii di armi ai monarchici, i quali poterono mobilitare una vasta forza (circa 14 000 guerrieri tribali) per contrattaccare e riguadagnare il terreno perduto. Entro la fine di settembre 1964 gli egiziani erano stati fondamentalmente ricacciati sulle posizioni di partenza, dopo aver perso venti carri armati, venti autoblindo, sei aerei e 600 prigionieri; varie tribù fedeli alla repubblica cambiarono schieramento durante la battaglia e rivolsero le armi contro gli egiziani stessi. Al-Badr dovette effettivamente lasciare il complesso di caverne di Jabal Qara, ma stabilì un nuovo quartier generale in una caverna sul monte Jabal Shedah, poche centinaia di chilometri a sud del confine con l'Arabia Saudita, continuando a dirigere le operazioni dal territorio yemenita. Malgrado i risultati dell'offensiva non fossero quelli sperati, al vertice di Alessandria quel settembre Nasser approcciò il saudita Faysal per riaprire i negoziati in vista di una conclusione diplomatica del conflitto. Ciò portò all'apertura di trattative di pace segrete a Erkowit in Sudan tra una delegazione della RAY e una del fronte monarchico, per la prima volta riconosciuto come un interlocutore diplomatico alla pari con i repubblicani; le trattative portarono quindi alla stipula di un accordo di cessate il fuoco, siglato il 2 novembre 1964 ed entrato in vigore l'8 novembre seguente.

### Tra guerra e politica

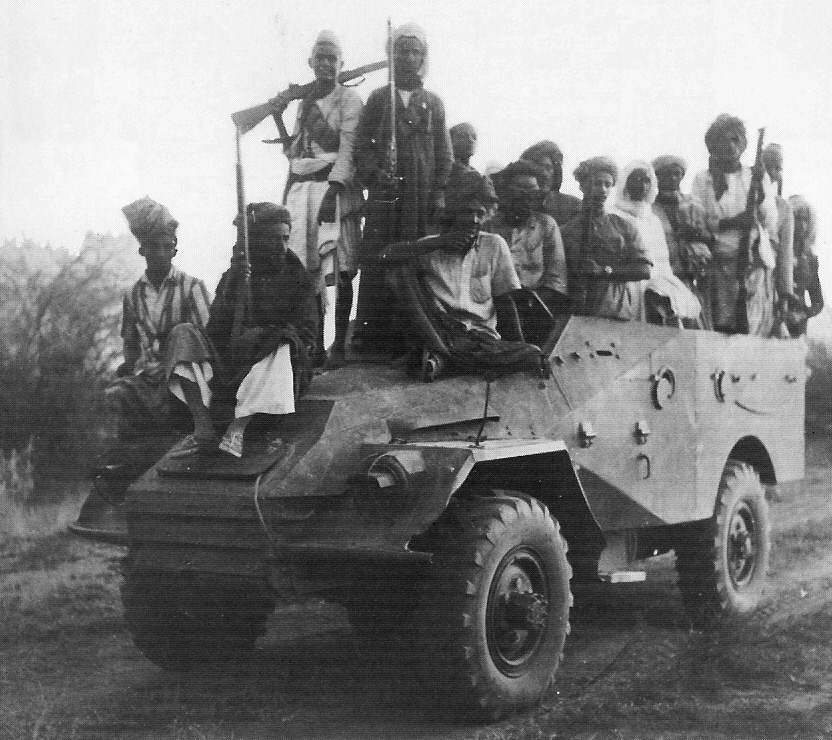
Combattenti monarchici a bordo di un veicolo da trasporto BTR-40 catturato agli egiziani

Le speranze che l'accordo di Erkowit potesse portare alla pace naufragarono piuttosto rapidamente. L'accordo prevedeva di riunire ad Haradh entro il 23 novembre una conferenza nazionale di notabili yemeniti, scelti equamente dalle parti in causa, per nominare un governo provvisorio in attesa dell'indizione di un plebiscito popolare per scegliere tra monarchia e repubblica. Rimandata più volte, l'assemblea dei notabili non si riunì mai: gli egiziani rimasero imbarazzati dal constatare che ben pochi esponenti politici e religiosi yemeniti erano disposti a sostenere i repubblicani in seno alla conferenza, mentre l'esecutivo di Sana'a stava iniziando a dare preoccupanti segni di disgregazione, con ministri che si dimettevano per protesta o altri che venivano allontanati per sospetta slealtà verso il presidente Sallal. La riunione della conferenza fu infine impedita da un generale venir meno dello stesso cessate il fuoco: i monarchici si rifiutarono di autorizzare durante il periodo di tregua il rifornimento di vettovaglie per alcuni isolati presidi repubblicani rimasti nella regione dei Monti Razidh, cosa che portò gli egiziani a riprendere i bombardamenti aerei sulle posizioni dei realisti. Circa 7 000 soldati egiziani e 3 000 repubblicani furono ammassati nella regione attorno Haradh, molto vicino al confine saudita, il che spinse il governo di Riad a temere un'imminente invasione del suo stesso territorio volta ad attaccare alle spalle il quartier generale monarchico di Jabal Shedah. Entro i primi di dicembre 1964 la tregua era saltata e i combattimenti erano ripresi del tutto.
Tra il dicembre 1964 e il febbraio 1965 gli egiziani sferrarono nella regione dei Monti Razidh quattro distinte offensive di intensità progressivamente decrescente, sempre con l'intenzione di dare la caccia al quartier generale dei monarchici e uccidere o catturare l'imam; queste operazioni non portarono a niente, e si risolsero solo in un costoso fallimento con almeno 1 000 perdite egiziane tra morti, feriti e prigionieri. L'iniziativa passò quindi ai monarchici: da diversi mesi era in corso l'organizzazione (prima a Narjan in Arabia Saudita, poi in due complessi di caverne in territorio yemenita poco a sud del confine) di unità combattenti monarchiche a struttura semi-regolare, non più legate alla mutevole lealtà dei loro capi tribali ma composte da soldati reclutati per un servizio di un anno, ben disciplinati e addestrati all'uso delle armi moderne da istruttori sauditi e giordani. Questa forza ebbe il suo battesimo del fuoco tra il 10 e il 14 marzo 1965 quando, approfittando di scontri inter-tribali che avevano portato al ritiro della guarnigione repubblicana di Harib, i monarchici presero la città e la difesero con successo dal contrattacco di una colonna meccanizzata egiziana. I monarchici quindi organizzarono accuratamente una vasta offensiva nel settore orientale del fronte, dove era stato finalmente costituito un comando unitario sotto la direzione del principe Mohammad ibn Hussein; l'obbiettivo dei realisti era la principale strada utilizzata per il rifornimento delle guarnigioni egiziane nell'est dello Yemen: questa partiva da Sana'a e procedeva a nord fino ad 'Amran per poi ramificarsi verso nord-est in direzione di Al Harf, dove piegava a sud per dirigere a Farah e quindi a sud-est verso Ma'rib e Harib. L'offensiva scattò il 15 aprile: sfruttando il tradimento di alcune tribù locali, circa 2 000 monarchici tra soldati semi-regolari e guerrieri tribali colsero di sorpresa i presidi egiziani del passo di Wadi Humaidat, costringendone diversi alla resa e mettendo in rotta gli altri; l'arrivo di rinforzi egiziani di consistenza pari ai monarchici non consentì di ripristinare la situazione, e per maggio il fronte fu spinto verso nord in direzione di Al Harf tagliando la linea di comunicazione principale dei repubblicani. Tra 3 000 e 5 000 soldati egiziani rimasero tagliati fuori in presidi collocati a est della nuova linea del fronte tenuta dai monarchici, dovendo dipendere unicamente per la sopravvivenza dai rifornimenti portati per via aerea.

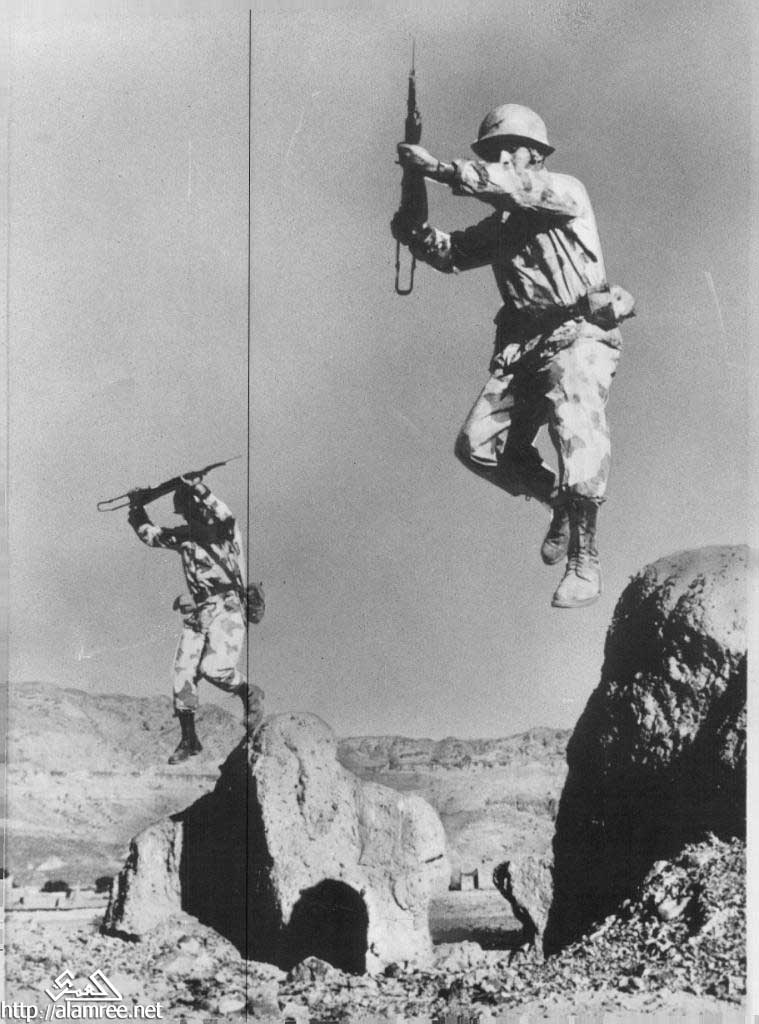
Soldati egiziani in addestramento nell'aspro terreno montuoso yemenita

La disfatta repubblicana sul fronte est coincise con periodo di forti tensioni politiche interne alla RAY. Mentre a Sana'a il presidente Sallal creava e scioglieva un gabinetto di ministri dopo l'altro, negli ambienti politici repubblicani iniziò a formarsi un movimento di opposizione alla sua linea semi-dittatoriale: questo movimento propugnava la cacciata tanto di Sallal quanto delle truppe egiziane, bollate ormai come una forza d'occupazione, nonché un'immediata cessazione delle ostilità tramite la creazione di un esecutivo di unità nazionale composto tanto da monarchici quanto da repubblicani; benché vi fossero anche dei favorevoli a un sistema di monarchia costituzionale, l'opposizione era per la maggior parte convintamente sostenitrice del sistema repubblicano e avversava in toto il ritorno sul trono dell'imam, proponendosi quindi come una sorta di "terza forza" tra le parti in conflitto. Tra i principali esponenti di questo movimento si segnalavano in particolare Muhammad Mahmud al-Zubayri, il qadi Abd al-Rahman al-Iryani e Ahmad Muhammad Nu'man, esponenti della prima ora del "Movimento yemenita libero" e già detentori di importanti incarichi in seno alle istituzioni della RAY. Membri della "terza forza" ebbero diversi incontri segreti con esponenti monarchici tra il novembre 1964 e il marzo 1965, il che allarmò gli egiziani: il 1º aprile 1965, mentre stava viaggiando nel nord del paese per incontrare i capi dei clan locali, al-Zubayri fu assassinato in circostanze mai del tutto chiarite, per quanto vari elementi suggerirono un coinvolgimento dell'Egitto nella sua morte. L'assassinio innescò violente proteste tra i clan tribali schierati con la repubblica, i quali minacciarono di dare l'assalto a Sana'a; per placare gli animi, il 20 aprile Sallal nominò un esponente di primo piano dell'opposizione, Nu'man, come nuovo primo ministro del governo repubblicano.
Nu'man cercò di limitare l'ingerenza egiziana negli affari di governo della repubblica, restringere i poteri spettanti al presidente Sallal e avviare alcuni contatti indiretti con l'Arabia Saudita; cosa più importante, il nuovo primo ministro indisse una "conferenza di pace nazionale" tra i principali esponenti politici locali yemeniti, che si tenne sotto la presidenza del qadi al-Iryani dal 3 al 5 maggio 1965 nella cittadina di Khamir a una trentina di chilometri a nord di Sana'a. Tra 4 000 e 5 000 notabili tribali e leader religiosi yemeniti, anche provenienti dal campo monarchico, parteciparono alla conferenza di Khamir, producendo la bozza di una prima moderna costituzione nazionale: nelle loro intenzioni, lo Yemen doveva diventare una repubblica islamica, con un parlamento forte capace di rovesciare le decisioni presidenziali; la conferenza chiese anche il ritiro delle truppe egiziane e la loro sostituzione con un "esercito popolare" reclutato solo tra gli yemeniti, nonché l'apertura di negoziati di pace con l'Arabia Saudita. L'iniziativa promossa da Nu'man ebbe vita breve: Sallal rigettò le proposte di limitazione del suo potere e formò, senza consultare il governo, un "consiglio supremo delle forze armate" con autorità totale sulle questioni relative alla guerra, provocando il 1º luglio le dimissioni per protesta del primo ministro. Nu'man e al-Iryani volarono al Cairo per protestare con gli egiziani, ma per tutta risposta si ritrovarono confinati dalle autorità locali e impediti dal ritornare nello Yemen. Sallal nominò quindi un nuovo governo il 6 luglio con il generale Hassan al-Amri, un sostenitore della linea dura, come primo ministro; significativamente, il gabinetto contava 13 militari e solo due civili.

### L'accordo di Gedda
Mentre la dirigenza repubblicana si dibatteva al suo interno, la guerra andava avanti. Nel corso del 1965 il corpo di spedizione egiziano nello Yemen raggiunse la sua massima consistenza, con 70 000 effettivi schierati sul terreno; le forze di al-Badr, generosamente rifornite dai sauditi, non erano da meno, e nello stesso periodo i monarchici schieravano sette armate permanenti con un numero di effettivi variabile tra i 40 000 e i 60 000, oltre a un numero cinque volte più alto di irregolari tribali reclutati alla bisogna. L'iniziativa continuava a rimanere nelle mani dei realisti, anche se le grandi battaglie di aprile lasciarono il posto ad azioni su più piccola scala; ad ogni modo, il 14 giugno i monarchici presero la città di Qaflan e il 16 luglio Ma'rib, perciò entro la fine di agosto gli egiziani ritirarono quanto rimaneva dei loro presidi a nord lasciando solo due isolate guarnigioni a Sa'da e Hajja. La guerra era sempre più costosa per l'Egitto: secondo alcuni resoconti rivelati da servizi segreti stranieri, gli egiziani avevano riportato fino al giugno 1964 un totale di 15 000 morti nello Yemen e almeno quattro volte di più tra feriti e prigionieri. Il conflitto era anche un'emorragia economica per le casse del Cairo, con una stima che variava tra il mezzo milione e il milione di dollari spesi per ogni singolo giorno di guerra.
Mentre la guerra ristagnava, si aprì un nuovo spazio per la diplomazia. Alla fine di luglio una conferenza di esponenti yemeniti, tanto monarchici quanto dissidenti repubblicani o estranei alle parti in conflitto, si riunì a Ta'if in Arabia Saudita: venne riconosciuta una base comune nel desiderio di cacciare le truppe egiziane dallo Yemen, e i monarchici aprirono per la prima volta all'idea di introdurre limiti costituzionali al potere degli imam regnanti. Ancora più importante, il 22 agosto Nasser si recò a Gedda per un incontro faccia a faccia con il re Faysal, siglando con questi un trattato il 23 agosto: lo schema di base era lo stesso dei precedenti accordi, ovvero un ritiro delle truppe del Cairo in cambio della cessazione dell'aiuto saudita ai monarchici, ma venne per la prima volta fissata una data esatta per il ritiro degli egiziani, che avrebbe avuto inizio nel novembre 1965 e si sarebbe concluso nel settembre 1966. Inoltre, il 23 novembre 1965 sarebbe stata convocata ad Haradh una conferenza rappresentativa di tutte le fazioni yemenite per stabilire la formazione di un governo provvisorio, che avrebbe retto il paese fino all'indizione di un plebiscito popolare sulla forma di governo fissato non oltre il 23 novembre 1966; una forza militare congiunta egiziano-saudita avrebbe supervisionato la tregua e sorvegliato i confini e i porti yemeniti per assicurare la cessazione degli aiuti militari stranieri alle parti in conflitto.
I 50 delegati yemeniti, metà repubblicani e metà monarchici, si riunirono effettivamente il 23 novembre ad Haradh sotto la protezione della forza congiunta egiziano-saudita; Sallal aveva acconsentito alla liberazione di molti prigionieri politici appartenenti alla "terza forza", e della delegazione repubblicana facevano parte anche Nu'man e al-Iryani, rilasciati dal loro soggiorno forzato al Cairo. L'atmosfera prima della conferenza era ottimistica, visto che il ritiro delle truppe egiziane aveva avuto visibilmente inizio e che il cessate il fuoco era stato questa volta rispettato da tutte le parti in causa; l'ottimismo svanì rapidamente quando, dopo un mese di trattative, i delegati non riuscirono ad arrivare ad alcun accordo: i principali punti di attrito si rivelarono l'accelerazione del ritiro delle truppe egiziane, la sorveglianza del plebiscito da parte di un comitato di rappresentanti di altri Stati arabi e il ruolo della famiglia reale nel nascente regime transitorio yemenita. La conferenza si sciolse il 21 dicembre con la promessa di riunirsi nuovamente alla fine di febbraio 1966 dopo il periodo del Ramadan; questa seconda riunione non ebbe mai luogo, visto che i combattimenti ripresero in via generalizzata tra la fine del 1965 e l'inizio del 1966.

### La "strategia di lungo respiro"

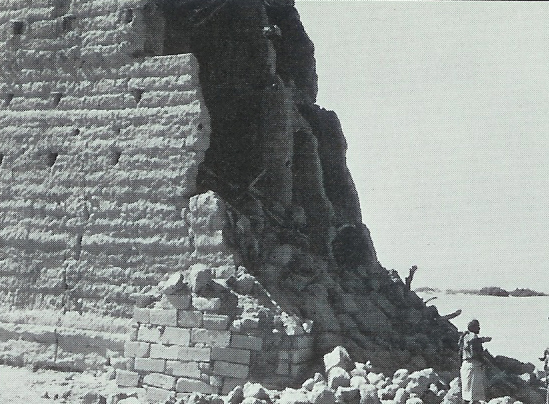
Gli effetti di un bombardamento egiziano su un villaggio della zona di Ma'rib

Vi è dibattito sui motivi per i quali Nasser compì l'ennesima giravolta politica, abbandonando la via del ritiro e riprendendo quella della guerra. La tregua negoziata a Gedda fu rotta per iniziativa dei monarchici nonostante il ritiro delle forze egiziane fosse ancora in corso, cosa che avrebbe spinto Nasser a una reazione di pura rabbia per l'affronto subito; vari esponenti dell'alto comando egiziano, a iniziare dal feldmaresciallo Amir, non avevano del resto mai condiviso l'apertura dei negoziati di Gedda e Haradh, e pretendevano di avere un'altra occasione per vincere la guerra sul campo di battaglia. Altri resoconti attribuiscono la decisione di Nasser a due poco accorte iniziative del governo saudita: in primo luogo, nel 1966 Riad negoziò con statunitensi e britannici una serie di accordi di assistenza militare senza precedenti nella storia saudita, comprendenti la fornitura al regno di moderni aviogetti militari e sistemi missilistici di difesa aerea; per quanto questi armamenti non fossero immediatamente disponibili per contrastare gli attacchi aerei egiziani sul territorio saudita, con il tempo avrebbero rappresentato una potente sfida alla supremazia militare dell'Egitto nella regione. Cosa anche più grave, nel dicembre 1965 Riad aprì una serie di trattative con il governo di Teheran per addivenire a un'alleanza in chiave conservatrice tra l'Arabia Saudita e l'Iran, entrambi avversari del nazionalismo arabo propugnato da Nasser; gli iraniani del resto incrementarono proprio nel corso del 1966 i loro aiuti militari ai monarchici yemeniti. Un ruolo centrale nelle decisioni di Nasser potrebbe aver avuto l'annuncio, il 22 febbraio 1966, che il governo britannico era intenzionato a ritirate tutte le sue forze da Aden entro il 1968 concedendo la piena indipendenza alla Federazione dell'Arabia Meridionale: il vecchio disegno di stabilire una presenza egiziana ad Aden sembrava ora a portato di mano, purché si continuasse a disporre di un punto di appoggio nello Yemen. Secondo alcune teorie, tanto l'Unione Sovietica quanto gli Stati Uniti fecero pressione in vario modo su Nasser perché l'Egitto continuasse la guerra: le due superpotenze volevano evitare le complicazioni reciproche che potevano sorgere da una nuova guerra tra Egitto e Israele, e tenere le truppe egiziane bloccate nel pantano yemenita era un buon modo per limitare le intenzioni di Nasser in tal senso.
Le forze egiziane ripresero la guerra nel 1966 adottando una nuova strategia, che Nasser stesso definì "di lungo respiro". L'idea di base era di tenere in piedi la RAY facendo il minimo ricorso possibile alle truppe di terra egiziane, limitando l'emorragia di uomini e risorse ma consentendo al Cairo di mantenere una presenza significativa nella penisola araba. In base a tale idea, le truppe egiziane dovevano essere concentrate unicamente a presidio del triangolo Sana'a - Ta'zz - al-Hudayda, il cuore essenziale della RAY e base ideale per le operazioni egiziane verso Aden; sebbene così facendo il resto del paese sarebbe stato fondamentalmente lasciato ai monarchici, si sarebbe del resto eliminata la necessità di inviare vulnerabili convogli di rifornimento agli avamposti isolati o di organizzare colonne terrestri per liberare le guarnigioni assediate. La ritirata dalle posizioni più vulnerabili fu rapidamente portata a termine: nel marzo 1966 gli egiziani evacuarono tanto al-Hazm a nord, il loro ultimo presidio nella regione di al-Jawf, che Sirwah a est, città assediata dai monarchici fin dal dicembre 1962; entro aprile gli egiziani si erano ritirati anche dalla regione di Sa'da, lasciando nella città solo una guarnigione di repubblicani yemeniti, e per il maggio seguente i monarchici potevano dire a ragion veduta di essere in pieno possesso dell'intera porzione settentrionale e orientale del paese. Il ripiegamento fu accompagnato da un progressivo ritiro delle forze egiziane nello Yemen, calate dai 70 000 uomini del 1965 ai 20 000-30 000 di metà 1967. La ritirata dentro i confini del "triangolo" non significava però il passaggio degli egiziani a una strategia puramente difensiva: le regioni abbandonate al controllo monarchico dovevano essere sottoposte a un'estesa e frequente campagna di bombardamenti aerei, avente come scopo quello di paralizzare i movimenti delle truppe nemiche e interdire le loro linee di rifornimento, impedendo così nuove offensive monarchiche. L'intenzione era anche quella di attuare una politica di "terra bruciata", depopolando le regioni abbandonate al nemico e rendendo inutile per i monarchici la loro conquista; in questo quadro, gli aerei egiziani avrebbero impiegato non solo vasti quantitativi di bombe esplosive e incendiarie, ma avrebbero fatto ricorso anche ad attacchi con armi chimiche.

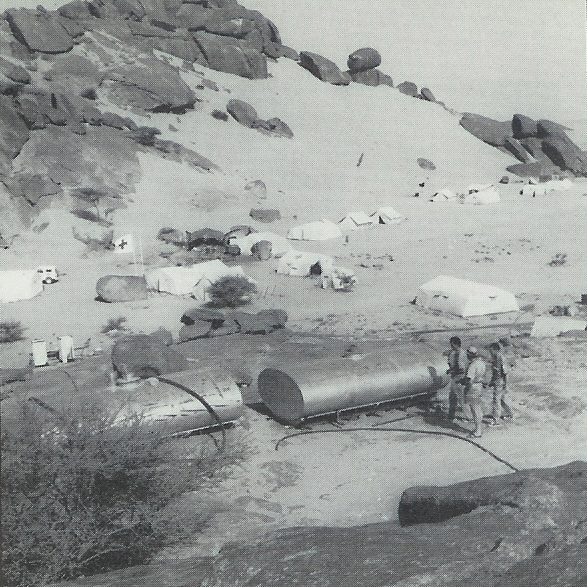
L'ospedale allestito dalla Croce Rossa ad Uqd nel territorio controllato dai monarchici

L'Egitto iniziò a sviluppare un proprio programma di armi chimiche nel 1956 poco dopo la conclusione della crisi di Suez, nonostante il paese avesse sottoscritto il protocollo di Ginevra del 1925 che proibiva l'uso di simili armamenti; l'Unione Sovietica fornì l'addestramento e i materiali iniziali, ma dal 1962 o 1963 gli egiziani impiantarono una propria fabbrica ad Abu Za'abal, un sobborgo industriale del Cairo, iniziando la produzione autonoma di aggressivi chimici come iprite e fosgene, poi impiegati sul campo nello Yemen principalmente tramite bombe lanciate dagli aerei. Il primo impiego di aggressivi chimici da parte degli egiziani avvenne tra il 6 e l'8 luglio 1963 (l'8 giugno 1963 secondo altre fonti) nei confronti del villaggio di al-Kawma'ah nello Yemen settentrionale, dove si contarono sette morti e 25 intossicati gravi tra la popolazione locale; questa azione potrebbe essere stata un mero esperimento dei nuovi materiali prodotti, visto che nonostante varie accuse apparse su mezzi di stampa nessun ulteriore attacco chimico fu registrato per diversi anni. La campagna di attacchi chimici egiziani prese concretamente il via a partire dal dicembre 1966, sviluppandosi massicciamente l'anno seguente. Il 5 gennaio 1967 bombardieri egiziani sganciarono ordigni chimici sul villaggio di Kitaf nel nord-est, nelle cui vicinanze sorgeva il quartier generale del principe Hassan ibn Yahya: circa 200 o 250 persone, pari a circa il 95% degli abitanti del villaggio, rimasero uccise nell'attacco. Nel maggio 1967 gli egiziani condussero almeno tredici separati attacchi con armi chimiche, in particolare contro i villaggi attorno alla cittadina di Gahar, uccidendo in tutto più di 320 o 360 persone; in luglio altri attacchi interessarono praticamente tutte le regioni in mano ai monarchici, con 375 tra morti e intossicati registrati in un attacco contro il villaggio di Mabian vicino Hajja. Il governo egiziano negò fermamente di aver mai impiegato armi chimiche nello Yemen, sostenendo che i gas sprigionati negli attacchi erano solo il risultato dell'incorretta combustione di ordigni incendiari; varie commissioni di esperti sanitari della Croce Rossa Internazionale visitarono le vittime degli attacchi e confermarono invece l'impiego di aggressivi chimici contro la popolazione yemenita. Nonostante le risultanze di queste ispezioni, la reazione internazionale agli attacchi chimici egiziani fu inesistente: i paesi sostenitori dei monarchici denunciarono il fatto, ma né le Nazioni Unite né le superpotenze presero alcun provvedimento di condanna dell'Egitto; i sovietici si opposero a qualunque inchiesta dell'ONU su questi fatti mentre gli Stati Uniti pronunciarono solo deboli proteste, probabilmente per non attirate troppo l'attenzione sull'uso militare che essi stessi stavano facendo all'epoca dei defoglianti chimici in Vietnam.

### Il ritiro degli egiziani

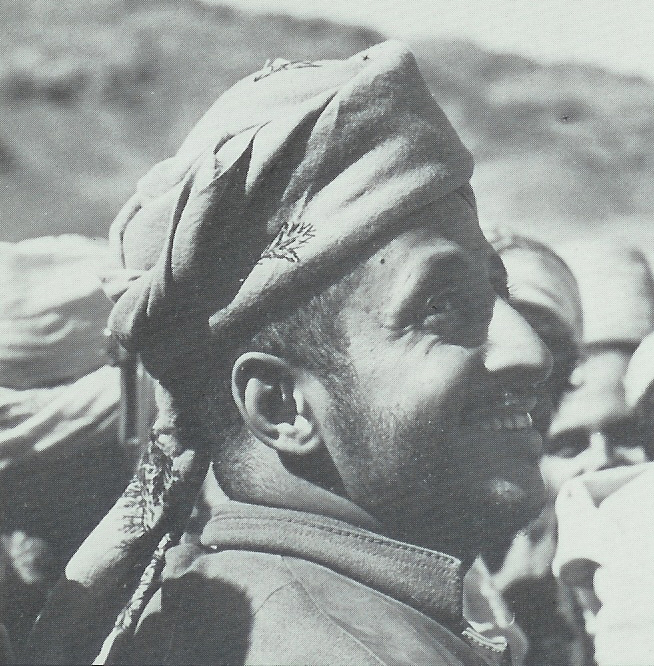
Il principe Mohammad ibn Hussein, divenuto nel 1966 nuovo comandante in capo delle forze realiste yemenite

Il 1966 vide l'inizio del tramonto politico di due importanti protagonisti del conflitto. Per riprendersi dai postumi di un fallito attentato, nell'ottobre 1965 Sallal dovette lasciare Sana'a e recarsi al Cairo per sottoporsi a cure mediche; quello nella capitale egiziana divenne ben presto un soggiorno forzato, visto che nei mesi seguenti a Sallal fu fondamentalmente impedito di rientrare a Sana'a dove il primo ministro Amri era stato nominato presidente ad interim: gli egiziani era certamente insoddisfatti della mancanza di popolarità e di competenza mostrata da Sallal, ma è possibile che la "rimozione" del presidente yemenita fosse una tacita condizione stabilita tra Riad e Il Cairo nelle more dell'accordo di pace di Gedda dell'agosto precedente. Contemporaneamente, altri sommovimenti interni interessavano il campo monarchico: già affetto da una forma di nefrite cronica che era peggiorata dopo più di tre anni passati a nascondersi nelle caverne yemenite, nell'aprile 1966 l'imam al-Badr dovette lasciare il suo quartier generale e ritirarsi a Ta'if in Arabia Saudita per cure mediche, di fatto abbandonando la gestione della guerra. Questo portò a una riorganizzazione interna della dirigenza monarchica, sancita poi nel corso di un consiglio di notabili nell'agosto 1966: il principe Hassan ibn Hassan venne nominato nuovo comandante del settore occidentale del fronte mentre l'anziano principe Hassan ibn Yahya rimase confermato come primo ministro, ma il potere vero passò nelle mani del giovane principe Mohammad ibn Hussein, divenuto tanto nuovo responsabile del settore orientale del fronte (il più importante) quanto presidente in assenza dell'imam del consiglio direttivo del fronte monarchico. Mohammad era ormai considerato come il "vice" di al-Badr e suo possibile successore alla carica di imam.
Entrambi i nuovi leader finirono ben presto con l'alienarsi i loro potenti patroni internazionali. Sotto la guida dell'impulsivo principe Mohammad, i monarchici iniziarono a stilare piani per un'offensiva generale da attuarsi per il novembre 1966, scatenando però la reazione ostile del re Faysal e del governo saudita: per quanto i bombardamenti aerei stessero continuando, le forze egiziane stavano effettivamente rispettando l'accordo di ritiro e riducendo la loro presenza militare nello Yemen, e Riad non desiderava affatto che nuove offensive monarchiche portassero, come avvenuto in passato, a un'inversione dei piani del Cairo. Con l'arrivo delle nuove forniture di armi occidentali moderne e il ritiro delle forze egiziane dai confini settentrionali e orientali dello Yemen, inoltre, la possibilità di un'invasione dell'Arabia Saudita a opera dell'Egitto era ormai tramontata e, di conseguenza, i sauditi stavano iniziando a perdere interesse nell'alimentare la guerriglia monarchica. Su pressione dei sauditi non ci fu quindi alcuna offensiva generale realista, e le forze fedeli all'imam si limitarono a rioccupare i territori lasciati liberi dagli egiziani; i sauditi imposero anche il riavvio dei negoziati tra i monarchici e la "terza forza" repubblicana, ma vari incontri tenutisi tra il dicembre 1966 e il marzo 1967 non portarono a risultati importanti. Nel frattempo, anche nel campo repubblicano stavano avvenendo dei rivolgimenti: da generale e primo ministro Amri si era fatto la fama di fedelissimo dell'alleanza con l'Egitto, ma una volta divenuto presidente ad interim cercò di smarcarsi e rendere più indipendente la RAY sul piano internazionale, stabilendo rapporti più autonomi con l'Unione Sovietica; Amri aprì anche a una maggiore collaborazione con la "terza forza", incontrandosi varie volte con i suoi esponenti. Ciò portò alla reazione degli egiziani, che nell'agosto 1966 liberarono Sallal dal suo internamento coatto e lo rispedirono a Sana'a perché riprendesse il suo incarico di presidente: Amri tentò di resistere e di ordire un colpo di Stato contro Sallal, ma si ritrovò rapidamente con le spalle al muro e, il 17 settembre, dovette rassegnare le dimissioni; inviato al Cairo, Amri fu messo agli arresti domiciliari insieme a diversi esponenti della "terza forza", mentre a Sana'a Sallal nominava un governo di fedelissimi e attuava una serie di purghe che portarono all'arresto e all'esecuzione di centinaia di persone.

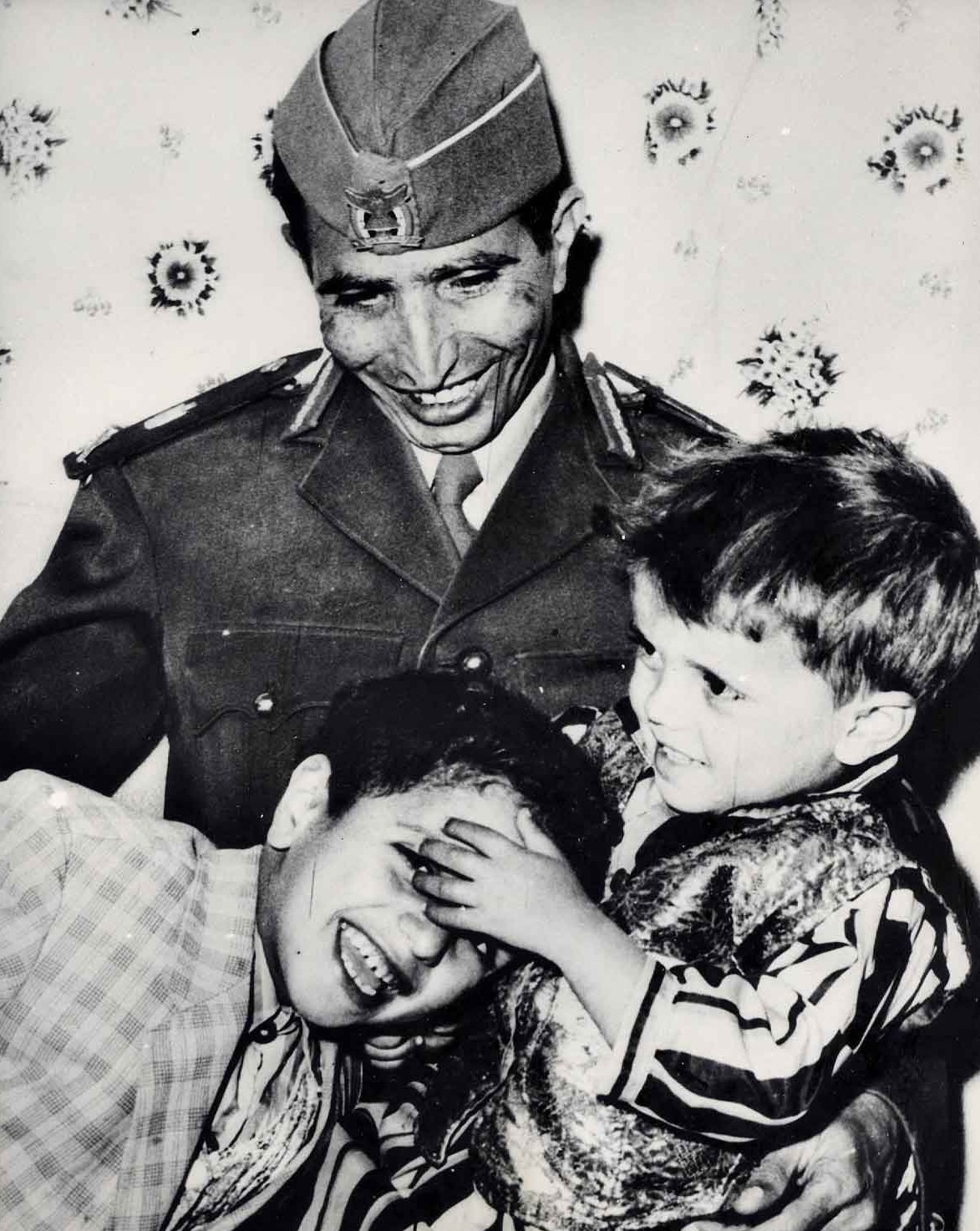
Il generale Hassan al-Amri, più volte primo ministro della repubblica, con i suoi due figli nel 1965

La svolta finale del conflitto si ebbe infine nel giugno 1967: il temuto nuovo conflitto arabo-israeliano si era infine concretizzato nella guerra dei sei giorni del 5-10 giugno, conclusasi con una devastante vittoria delle truppe israeliane e la contemporanea distruzione di buona parte delle forze armate egiziane; il disastro segnò politicamente la figura di Nasser e portò alla conclusione quella del feldmaresciallo Amir, che fu costretto alle dimissioni e incriminato per poi suicidarsi nel settembre successivo. La sconfitta e le sue conseguenze portarono infine gli egiziani ad abbandonare qualsiasi progetto in merito allo Yemen e ritirare completamente le loro forze dal paese; i raid aerei e gli attacchi chimici egiziani in territorio yemenita continuarono ancora per alcune settimane dopo il giugno 1967, ma le trattative diplomatiche tra Arabia Saudita ed Egitto portarono infine alla stipula di un piano di pace per lo Yemen il 29 agosto 1967 durante l'incontro dei capi di Stato arabi a Khartum. La base dell'accordo rimase sempre quella del ritiro delle truppe egiziane in cambio della fine dell'appoggio saudita ai monarchici, per quanto questa volta i sauditi pretesero di adempiere alla loro parte di accordo solo dopo che gli egiziani avessero effettivamente completato il loro disimpegno; come contropartita, i sauditi promisero un generoso piano di aiuti economici di cui l'Egitto aveva un disperato bisogno, visto che con l'occupazione israeliana della penisola del Sinai il transito delle navi attraverso il canale di Suez era stato interrotto, privando il paese della sua principale fonte di introiti. Fu anche nominata una commissione tripartita di delegati neutrali provenienti da Iraq, Sudan e Marocco per mediare un accordo di pace tra le fazioni yemenite, mentre gli egiziani disposero la liberazione dei detenuti politici yemeniti nelle loro mani. L'implementazione dell'accordo fu questa volta rapida e completa: il 29 novembre 1967 gli ultimi soldati egiziani lasciarono lo Yemen, ponendo fine a cinque anni di sanguinoso e costoso intervento militare.

### L'assedio di Sana'a

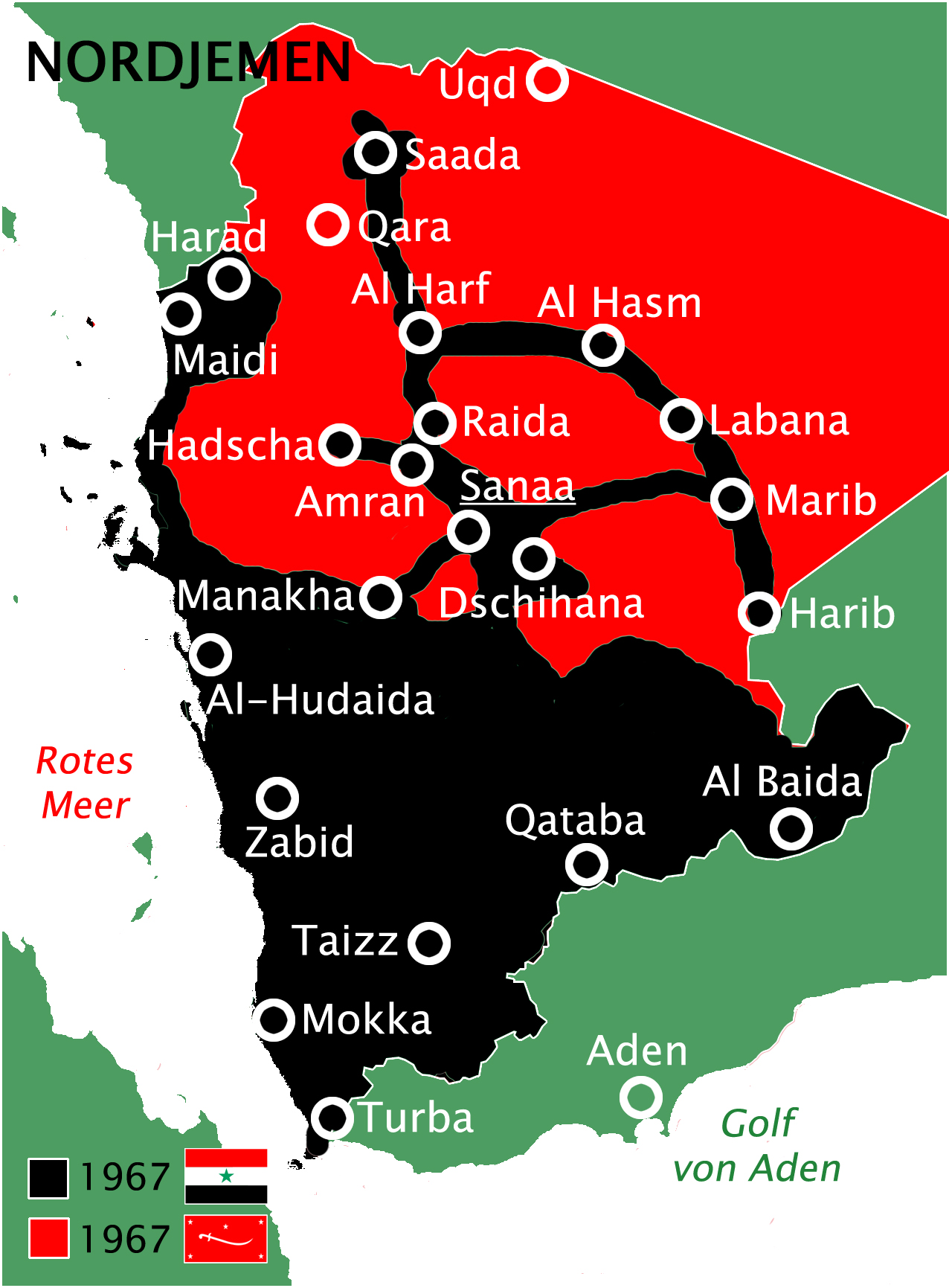
Carta dello Yemen con indicata la situazione militare dopo il ritiro degli egiziani nel 1967: in nero i territori controllati dai repubblicani, in rosso quelli controllati dai monarchici

Sallal dichiarò la sua ferma contrarietà all'accordo di pace negoziato a Khartum, si rifiutò di ricevere la commissione tripartita dei mediatori neutrali e si disse pronto a continuare la guerra; senza più gli egiziani a sostenerlo, i suoi giorni alla presidenza della RAY erano però segnati. Il 5 novembre 1967 Sallal lasciò il paese per recarsi in visita di Stato a Mosca; in sua assenza, un incruento colpo di Stato a Sana'a portò alla sua deposizione: alla guida della repubblica fu nominato un consiglio di presidenza composto da tre esponenti di prima linea della "terza forza" (il qadi al-Iryani, che divenne il nuovo presidente della repubblica, l'ex primo ministro Nu'man e Muhammad Ali Uthman), mentre Sallal finì i suoi giorni in esilio a Baghdad. Il nuovo governo si ritrovò immediatamente spaccato sulla questione del ruolo che la famiglia reale avrebbe avuto nel nuovo Stato yemenita, con Nu'man intenzionato ad ascoltare le richieste dei monarchici mentre al-Iryani e Uthman rifiutavano per principio di conferire qualunque incarico di governo all'imam e ai suoi parenti; alla fine, il 29 novembre Nu'man rassegnò le dimissioni e fu rimpiazzato dal generale Amri, liberato dagli egiziani e tornato a ricoprire l'incarico di primo ministro e capo di stato maggiore delle forze armate. Nessuno, comunque, era pronto a scommettere su una lunga durata della repubblica: dopo aver pazientemente atteso la partenza degli egiziani, nel dicembre 1967 i monarchici lanciarono un'avanzata su vasta scala contro Sana'a, la preda più ambita; senza più il sostegno aereo e dell'artiglieria egiziana i repubblicani abbandonarono le cittadine attorno alla capitale, e i monarchici si attestarono infine ad Amran, quindici chilometri a nord di Sana'a. Anche le montagne a sud-ovest della capitale vennero catturate, consentendo all'artiglieria monarchica di prendere di mira il principale aeroporto della città. La strada principale tra Sana'a e al-Hudayda venne tagliata e gruppi di incursori monarchici iniziarono a infiltrarsi nel centro cittadino per compiere attentati contro gli edifici governativi; il personale delle ambasciate straniere e delle organizzazioni internazionali fu evacuato ad al-Hudayda e anche buona parte del governo fuggiva dalla capitale, lasciando il solo generale Amri a difendere la città ormai assediata.
All'inizio di gennaio 1968 Amri teneva ancora la capitale con circa 2 000 regolari repubblicani e alcune migliaia di cittadini in armi, appoggiati da una buona artiglieria e da un pugno di mezzi corazzati; il principe Mohammad ibn Hussein comandava circa 4 000-5 000 semi-regolari monarchici e un più vasto seguito di guerrieri tribali schierati sulle montagne attorno alla città, ben dotati di mortai e artiglieria leggera ma carenti in fatto di munizioni. La posizione dei monarchici era però più debole di quanto apparisse, visto che Riad aveva tenuto fede agli impegni negoziati a Khartum: constatata la partenza degli egiziani, alla fine di novembre 1967 i sauditi interruppero i trasferimenti di armi ai monarchici e nel dicembre seguente tagliarono anche gli aiuti finanziari, vitali per garantire ai realisti la fedeltà delle tribù; i britannici avevano interrotto gli aiuti dopo la partenza da Aden, e anche gli ultimi mercenari europei lasciarono lo Yemen alla fine di novembre. La posizione dei repubblicani, invece, andava rafforzandosi: la partenza degli egiziani ricompattò il fronte repubblicano e attirò nuovamente sotto le bandiere della RAY vari gruppi tribali, ostili alle presenze straniere ma non alla repubblica; gruppi di combattenti arrivarono in aiuto da Aden, dove gli indipendentisti di sinistra ora al potere erano più che intenzionati a supportare un regime repubblicano impegnato in una rivoluzione contro una monarchia reazionaria. Ad ogni modo, l'aiuto maggiore arrivò dall'Unione Sovietica: nel dicembre 1967 il nuovo ministro degli esteri repubblicano Hassan Makki, uno storico esponente filo-sovietico, si precipitò a Mosca e riuscì a ottenere un cospicuo invio di aiuti; entro gennaio circa 10 000 tonnellate di materiali militari erano state sbarcate ad al-Hudayda, e i sovietici fornirono anche una squadriglia al completo di caccia MiG-19 con piloti e personale di terra, rinforzando considerevolmente il supporto aereo ai repubblicani. Anche la Siria inviò un contingente di piloti per rafforzare l'aeronautica repubblicana.

### La fine della guerra

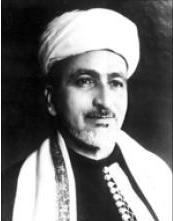
Il qadi Abd al-Rahman al-Iryani, presidente della repubblica dopo la deposizione di Sallal nel 1967

L'8 febbraio 1968 una colonna repubblicana proveniente da al-Hudayda raggiunse Sana'a, rompendo un assedio proseguito per settanta giorni; le forze monarchiche che circondavano la città collassarono e ripiegarono verso le loro roccaforti montuose nel nord e nell'est. Nei messi successivi il conflitto ristagnò, mentre le due parti si dibattevano in nuovi dissidi interni. Il 21 marzo 1968 la RAY e l'Unione Sovietica siglarono un nuovo trattato di amicizia e cooperazione, che garantì nuovi e ampi rifornimenti di armamenti alle forze repubblicane; nel campo repubblicano, tuttavia, prese a crescere forte il dissidio tra gli elementi più spostati a sinistra, capitanati dal capo di stato maggiore dell'esercito Abd al-Raqib al-Wahhab e favorevoli a legami ancora più stretti con i sovietici, e i repubblicani moderati come il presidente al-Iryani, che invece vedevano con favore a un governo più conservatore che potesse negoziare con monarchici e sauditi e porre fine al conflitto. Il dissidio si trasformò in guerra aperta il 23 e 24 agosto 1968, quando scontri armati presero vita a Sana'a tra repubblicani di sinistra e moderati: con il supporto dei guerrieri tribali, il primo ministro Amri schiacciò le forze di sinistra al termine di combattimenti costati la vita a più di 2 000 persone. Al-Wahhab andò in esilio in Algeria, ma rientrò nello Yemen nel dicembre 1968 con l'appoggio del governo di Aden; la sua uccisione il 25 gennaio 1969 segnò comunque la sconfitta degli elementi di sinistra all'interno della RAY. L'Unione Sovietica prese questi eventi come un segnale per disimpegnarsi dallo Yemen del Nord e spostare la sua attenzione sul vicino meridionale: dopo la ritirata degli ultimi reparti britannici da Aden nel novembre 1967, la Federazione dell'Arabia Meridionale era rapidamente collassata mentre gli stessi indipendentisti sudyemeniti si affrontavano per il controllo del nuovo Stato; nel breve conflitto che ne seguì, il movimento più vicino agli ideali del nazionalismo arabo e del nasserismo fu sconfitto a opera della fazione più allineata sui dettami del marxismo, che proclamò quindi la nascita della Repubblica Popolare dello Yemen Meridionale, il primo Stato arabo a orientamento comunista. La comunanza ideologica favoriva i rapporti tra Mosca e Aden, e i sovietici decisero quindi che non valeva più la pena investire ulteriori risorse nei rapporti con Sana'a, il cui governo repubblicano stava rapidamente spostandosi verso posizioni più conservatrici e filo-occidentali.
Nel frattempo, i monarchici sperimentavano una grave crisi interna. Come reazione all'aumento del supporto militare sovietico ai repubblicani di Sana'a, i sauditi riaprirono i loro finanziamenti ai monarchici nel febbraio 1968 ma li interruppero già nel marzo seguente: il re Faysal temeva che questo potesse essere controproducente, visto che avrebbe spinto la RAY a dipendere ancora di più dall'aiuto dei sovietici. I sauditi concessero ulteriori finanziamenti ai realisti tra il settembre e il dicembre 1968, legando però la concessione di altri aiuti al fatto che le forze dell'imam ottenessero in breve tempo una vittoria decisiva; non solo questo non si verificò, ma in ottobre i monarchici dovettero assistere a una grossa defezione di capi tribali a favore del fronte repubblicano. Gli sviluppi in corso a Sana'a e la sconfitta del fronte repubblicano radicale rassicurarono i sauditi sul fatto che il futuro governo repubblicano yemenita non avrebbe rappresentato una minaccia per l'Arabia Saudita; l'affermarsi ad Aden della fazione più marxista degli indipendentisti locali spingeva anzi i sauditi a migliorare i loro rapporti con la RAY, in modo da trasformarla in uno Stato cuscinetto contro l'espansionismo del comunismo nell'Arabia meridionale. Dopo un formale appello alla riconciliazione formulato dal primo ministro Amri il 19 settembre 1968 nei confronti dell'Arabia Saudita, negoziati tra le parti furono aperti nel corso della conferenza dei ministri degli esteri delle nazioni islamiche svoltasi a Gedda tra il 23 e il 26 marzo 1969.

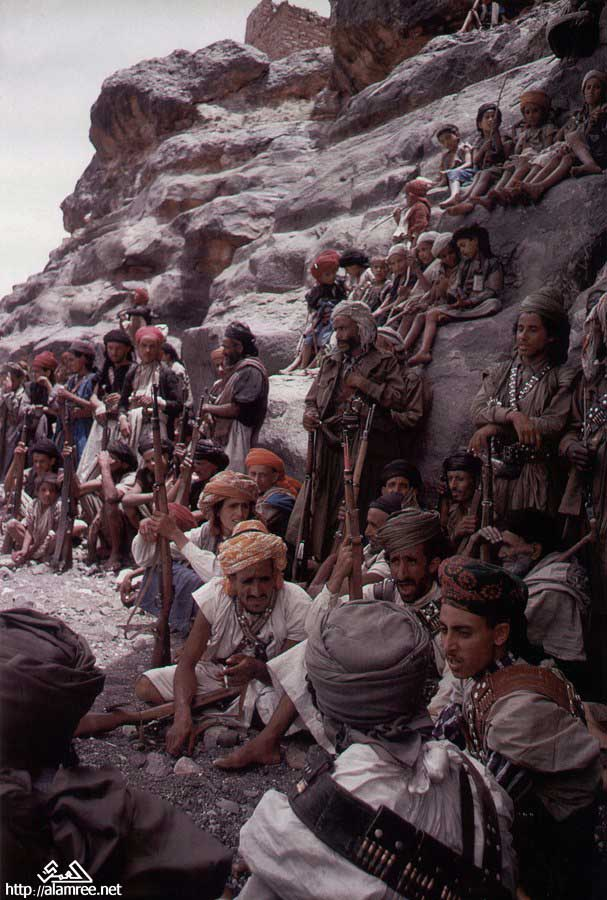
Un gruppo di guerrieri tribali yemeniti riunito all'entrata di una caverna durante la guerra

La base per un accordo fu rapidamente trovata, stabilendo la creazione di un governo di unità nazionale comprendente tanto esponenti del campo monarchico quanto di quello repubblicano; l'imam al-Badr realizzò alla fine che ulteriori scontri non avrebbero portato a niente, e acconsentì a ritirare la pretesa di avere un ruolo per se e la famiglia reale nel nuovo Stato, lasciando libere le tribù monarchiche di negoziare la pace. Il conflitto si trascinò stancamente ancora per alcuni mesi, principalmente perché i sauditi non erano del tutto convinti sui rapporti che legavano Sana'a ad Aden: nel corso del 1968 i due governi avevano in effetti rafforzato le relazioni reciproche anche in vista di una possibile riunificazione, e le rispettive unità militari avevano collaborato nella repressione dei gruppi guerriglieri monarchici attivi lungo il confine comune tra i due Stati; alla fine dell'anno truppe sudyemenite scacciarono le forze monarchiche da Harib e ne restituirono il controllo ai repubblicani. Le relazioni tra i due Yemen si deteriorarono però molto rapidamente alla fine del 1968, in particolare a causa dell'appoggio dato da Aden ai falliti tentativi di colpo di Stato da parte dell'ala radicale dei repubblicani di Sana'a.
Gli ultimi scontri su larga scala furono dettati principalmente dal desiderio di entrambe le parti di assumere una posizione di forza in vista dei negoziati di pace finali. Nel settembre 1969 un'offensiva repubblicana portò alla riconquista di Sa'da, da tempo caduta nelle mani dei realisti. Dopo che, nel novembre 1969, scontri armati tra truppe saudite e sudyemenite avevano preso vita nei pressi della cittadina di Al-Wadiah al confine tra i due Stati, Riad riprese brevemente gli aiuti ai guerriglieri monarchici; questo consentì loro di mettere in atto una vasta controffensiva nel nord, portando alla ricattura di Sa'da nel febbraio 1970. Furono gli ultimi fuochi della guerra: mentre l'offensiva monarchica si fermava perché, semplicemente, erano terminati i fondi con cui pagare i guerrieri tribali, in marzo il nuovo primo ministro repubblicano Mohsin Ahmad al-Aini, un moderato, si recava a Gedda per chiudere l'accordo con i sauditi. L'accordo di pace finale fu quindi siglato il 14 aprile 1970, e gli ultimi combattenti monarchici deposero le armi; mentre l'ormai ex-sovrano al-Badr lasciava l'Arabia Saudita per recarsi in esilio perpetuo nel Regno Unito, nel maggio 1970 un aereo saudita atterrò a Sana'a per la prima volta dal golpe del 1962, trasportando un gruppo di notabili realisti ammessi a far parte del gabinetto di governo. La pace fu quindi consolidata nel luglio seguente, quanto tanto Riad che Londra riconobbero diplomaticamente il governo repubblicano di Sana'a; le elezioni per il nuovo consiglio legislativo unitario, tenutesi tra il 27 febbraio e il 18 marzo 1971, segnarono quindi la riconciliazione delle opposte fazioni yemenite.

## Conseguenze

### La trasformazione dello Yemen

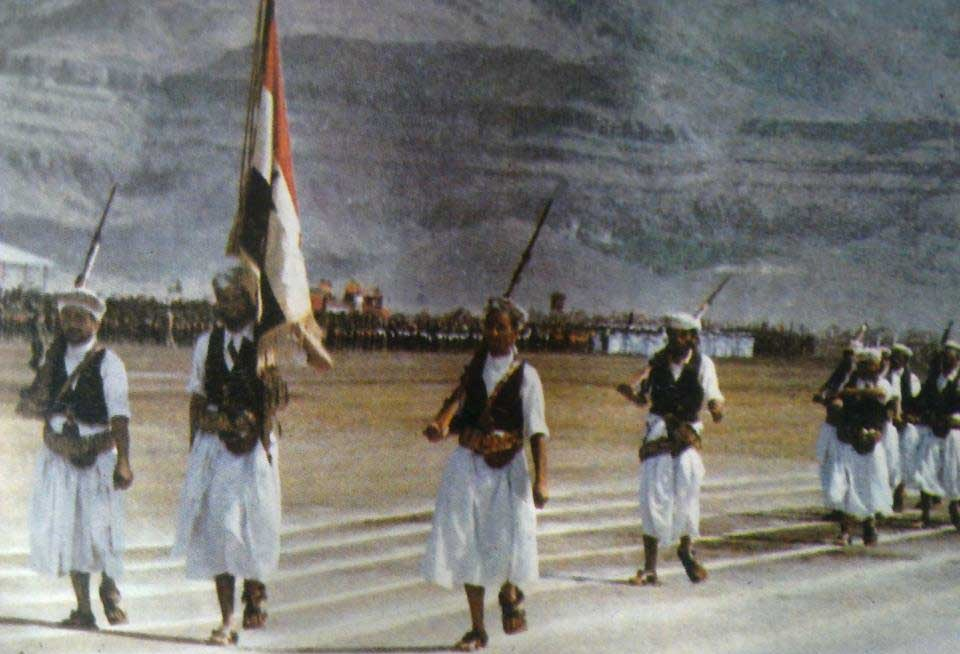
Guerrieri in abiti tradizionali sfilano dietro alla bandiera repubblicana durante una cerimonia a Sana'a

Quando il 26 settembre 1962 i carri armati dei militari golpisti aprirono il fuoco sul palazzo dell'imam a Sana'a, nessuno era disposto a prendere seriamente in considerazione l'episodio come un qualcosa che potesse avere effetti fuori dai confini yemeniti. Come rilevò all'epoca Pavel Demchenko, corrispondente dal Medio Oriente della Pravda, quella del settembre 1962 non era una rivoluzione quanto piuttosto «un sistema secolare di cambio di regime yemenita»: nulla sembrava distinguere il golpe nei confronti dell'imam al-Badr dai precedenti colpi di Stato tentati nel 1948 ai danni dell'imam Yahya Muhammad e nel 1955 ai danni dell'imam Ahmad, e qualora il golpe avesse dato luogo a una guerra civile i presupposti indicavano che essa si sarebbe risolta in un conflitto localizzato e tutto interno allo Yemen. Conflitto che inoltre non appariva, sulla carta, come una faccenda di lunga durata: per quanto gli ideali repubblicani fossero diffusi nelle élite culturali e istruite della nazione e tra gli abitanti dei maggiori centri urbani, le classi più aperte al contatto con il resto del mondo, la massa della popolazione rurale era legata alle sue tradizioni religiose, sociali e tribali, comprensive di un mutuo rispetto nei confronti dell'imam e di fedeltà al suo regime. Considerando lo scarso equipaggiamento dell'esercito regolare yemenita, il suo pessimo addestramento e la sua schiacciante inferiorità numerica nei confronti dei guerrieri tribali del nord, senza alcun immediato supporto militare esterno il regime creato dal golpe del settembre 1962 sembrava condannato a cadere in tempi molto rapidi e a vedere un rapido ritorno dello Yemen del Nord alla tradizionale monarchia, per quanto probabilmente destinata nel periodo successivo a essere riformata in senso più moderno.
L'intervento militare egiziano cambiò completamente il quadro della situazione: tanto sotto il profilo della durata del conflitto, quanto dei suoi effetti sullo Yemen e sul quadro internazionale che gli ruotava intorno. La potenza militare portata dall'Egitto nello Yemen incrementò esponenzialmente il potere distruttivo del conflitto stesso, causando immani perdite al paese: a parte i gravi danni patiti dall'economia, dai centri abitati e dalle infrastrutture, che richiesero anni di prestiti internazionali per essere risanati, la guerra dello Yemen del Nord costò al paese una stima superiore ai 200 000 morti in totale. Se l'intervento militare egiziano salvò i repubblicani da un immediato disastro, causò anche di converso l'intervento nel conflitto dell'Arabia Saudita, del Regno Unito e di altri attori internazionali, il cui aiuto fu essenziale per consentire ai guerriglieri monarchici di tenere il campo e contrastare efficacemente le offensive degli egiziani; la guerra nello Yemen del Nord innescò e rese palese il conflitto, in gestazione da anni ma ancora relativamente latente, tra gli Stati arabi "progressisti", ispirati dagli ideali del nazionalismo e del socialismo, e gli Stati arabi "reazionari", legati ai loro tradizionali regimi monarchici.
Questo trasformò il conflitto locale e il cambio di regime interno allo Yemen in una faccenda internazionale che toccava gli interessi di diverse potenze straniere: la conseguenza fu che il conflitto venne prolungato nella sua durata per opera di attori esterni allo Yemen stesso, e le sofferenze della popolazione locale furono incrementate come risultato dell'azione di forze molto più grandi degli yemeniti stessi. Al di là delle distruzioni causate, il conflitto ebbe tuttavia un profondo impatto modernizzatore sulla natura stessa dello Stato yemenita: se le generazioni precedenti di imam zayditi avevano fatto tutto il possibile per prevenire l'entrata dello Yemen nella comunità internazionale, la guerra portò la comunità internazionale a varcare il confini del paese portando innovazioni nelle idee e nei costumi. La repubblica sopravvissuta al conflitto nel 1970 era radicalmente diversa dall'isolazionista regno montano creato dall'imam Yahya Muhammad nel 1926: la guerra trasse lo Yemen del Nord dal suo secolare isolamento e immobilismo politico e lo trasformò in un moderno Stato-nazione. Questo ebbe un effetto sul ricordo del conflitto a opera degli stessi yemeniti: tanto la lettura storica promossa dalle moderne istituzioni yemenite quanto la memoria collettiva considerano gli anni 1960 come un'epoca di rivoluzione, nazionalismo e modernizzazione piuttosto che un decennio di sofferenza e divisione politica; personaggi come il generale Sallal, invece che essere tacitati come collaborazionisti di potenze straniere e portatori di guerra e distruzione nel paese, sono guardati come degli eroi nazionali.

### Il Vietnam dell'Egitto

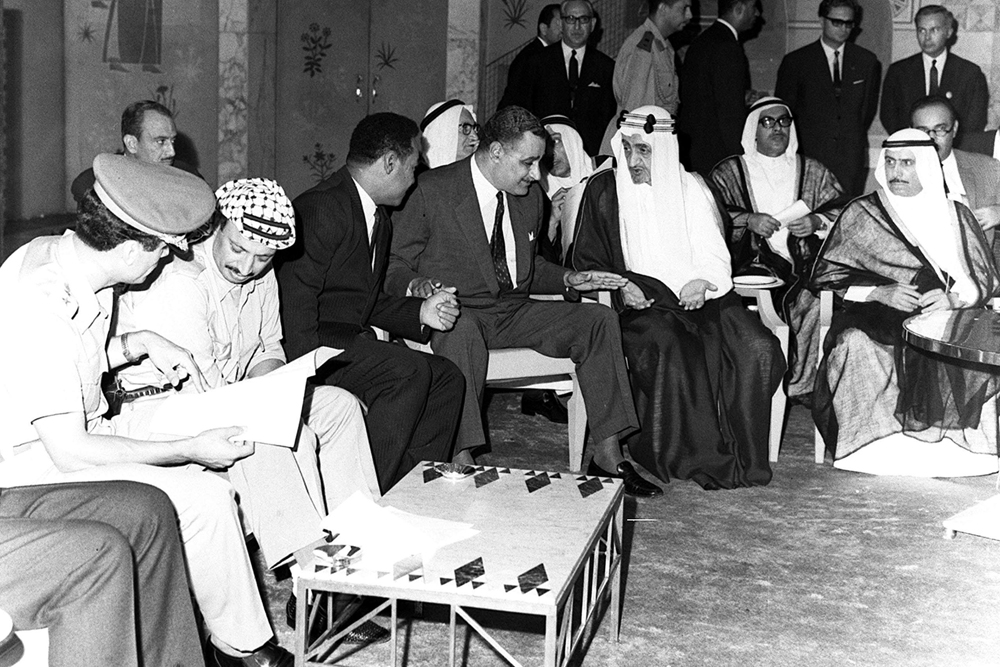
Un incontro dei capi di Stato arabi al Cairo nel 1970: Nasser siede al centro della foto con, alla sua sinistra, il re Faysal. I rapporti tra Egitto e Arabia Saudita migliorarono notevolmente una volta conclusa la guerra

Sono stati tracciati innumerevoli paragoni tra l'esperienza egiziana nella guerra civile nordyemenita e l'esperienza statunitense nella (quasi) contemporanea guerra del Vietnam; nelle parole dello storico Michael Oren, il coinvolgimento egiziano dello Yemen fu «tanto vano e accanito che l'imminente guerra del Vietnam avrebbe potuto essere chiamata lo Yemen dell'America». Come i Viet Cong, i combattenti monarchici fecero un sapiente uso del terreno difficile per condurre una guerriglia prolungata e di successo, insidiando gravemente il controllo governativo su vari centri urbani periferici nonché gli spostamenti sui principali assi viari del paese; come i vietnamiti, anche i monarchici potevano contare su costanti rifornimenti di armi moderne dai loro "sponsor" internazionali, nonché disporre di "santuari" e basi sicure collocate oltre la frontiera in territorio straniero. Come gli statunitensi, gli egiziani detenevano l'assoluto potere aereo sul teatro di battaglia, il che consentiva loro di mettere in campo una potenza di fuoco devastante e di attuare manovre di truppe ad ampio raggio, sopperendo almeno in parte alle carenze della rete stradale; ma, come gli statunitensi in Vietnam, anche per gli egiziani nello Yemen il controllo del territorio rimaneva un problema impossibile da risolvere. Gli egiziani persero rapidamente di vista lo scopo della guerra, e finirono con il non elaborare alcuna credibile strategia di uscita dal conflitto; questo, unito alla difficoltà di ottenere risultati concreti e duraturi sul campo di battaglia, portò a un drammatico calo del morale delle truppe sul campo. Come gli statunitensi nel Vietnam, i soldati egiziani trovavano nello Yemen un territorio profondamente ostile, sia dal punto di vista fisico che culturale, con un nemico elusivo e una popolazione civile che non si capiva da che parte stesse; questo favorì un senso di alienazione e un conseguente calo della disciplina di soldati e ufficiali, diffondendo nei ranghi la corruzione e l'ostilità al proseguire del conflitto.
La guerra impose un costo considerevole all'Egitto: non venne formulato alcun conto ufficiale dei caduti riportati dal paese nei quasi cinque anni di coinvolgimento bellico nello Yemen, ma varie stime riportano una cifra compresa tra i 10 000 e i 60 000 morti, con un numero anche più incalcolabile di feriti e mutilati. Il conto economico fu parimenti enorme, assommando a una stima finale di circa 9,2 miliardi di dollari spesi per alimentare il conflitto, circa 5 milioni per ogni singolo villaggio egiziano; la corruzione degli stessi vertici egiziani ebbe un grosso peso su questa somma, e alti ufficiali come il feldmaresciallo Amir ammassarono una fortuna grazie alla guerra. Il conflitto, unito alla disfatta egiziana nella guerra dei sei giorni, diede un duro colpo agli ideali del nazionalismo arabo e segnò il declino della politica di espansionismo promossa da Nasser. Vari commentatori egiziani sostengono che il conflitto yemenita rappresentò la vera causa della sconfitta dell'Egitto nella guerra dei sei giorni, visto che costrinse il paese a schierare un considerevole ammontare delle sue truppe migliori e delle sue risorse militari in un teatro posto a 2 000 chilometri dai confini di Israele, logorandole in un inutile conflitto di guerriglia; questa lettura non appare molto corretta: alla vigilia della guerra dei sei giorni il contingente militare egiziano nello Yemen era stato notevolmente ridotto nei numeri (dai 70 000 effettivi del 1965 si era passati ai 20 000-30 000 effettivi del 1967), e in generale l'intervento nel conflitto yemenita conferì alle truppe una preparazione alla guerra certamente maggiore di quella che avrebbero potuto conseguire rimanendo stanziate nelle caserme in patria. E anche se le truppe presenti nello Yemen nel 1967 fossero state invece stanziate nel Sinai contro Israele, non è chiaro come avrebbero potuto fare la differenza a fronte dell'annientamento dell'intera aviazione egiziana già il primo giorno di guerra. Alla fine l'Egitto trasse comunque degli effetti positivi dal conflitto, anche se piuttosto indiretti: come parte dell'accordo di pace di Khartum, in cambio del suo ritiro dallo Yemen l'Egitto poté avere accesso ai generosi finanziamenti stanziati da Riad e centinaia di migliaia di lavoratori egiziani poterono trovare un impiego nell'industria petrolifera saudita, tenendo a galla l'economia egiziana per tutti gli anni 1970; il conflitto favorì poi indirettamente il successo degli indipendentisti sudyemeniti, cacciando i britannici da Aden e mettendo in sicurezza l'Egitto sul fronte del Mar Rosso.
Il vero vincitore della guerra fu l'Arabia Saudita. Per quanto le loro regioni di confine fossero state coinvolte nei bombardamenti egiziani, i sauditi si assicurarono un successo politico molto importante a un costo relativamente contenuto per le casse dello Stato, e senza che le loro forze armate fossero coinvolte in una guerra su vasta scala: la fragile repubblica rimasta a Sana'a dipendeva dai finanziamenti dell'Arabia Saudita per potersi tenere in piedi e ricostruire il paese, rendendo il regime nordyemenita piuttosto dipendente dai voleri di Riad; la monarchia sciita di Sana'a, con cui i rapporti non erano mai stati troppo idilliaci, era stata sostituita da un governo amico e da un utile Stato cuscinetto che rendeva stabile e sicuro il confine meridionale dell'Arabia Saudita, un'esigenza quantomai importante visto l'affermarsi ad Aden di un ostile regime rivoluzionario di stampo marxista. La guerra civile nordyemenita e l'insediamento di un governo conservatore a Sana'a, in cattivi rapporti con la sua compagine di Aden, allontanarono di diversi decenni la riunificazione dei due Yemen: una situazione che i sauditi guardavano con favore, visto che lasciava la regione più popolosa della penisola araba divisa in due entità statuali distinte, una delle quali sottoposta al patronato di Riad. Anche i sovietici poterono guardare al conflitto come a un risultato positivo, ottenuto peraltro per vie traverse: la guerra e l'intervento egiziano favorirono la nascita e l'affermarsi della guerriglia indipendentista sudyemenita, con il conseguente ritiro britannico da Aden e l'insediarsi nel paese di un governo amico di Mosca. Il legame tra i sovietici e il regime repubblicano di Sana'a non era destinata a durare, visto che l'istinto conservativo e i costumi sociali della popolazione spingevano inevitabilmente più verso un'alleanza con i sauditi; ma altrettanto non si poteva dire per i rivoluzionari di Aden, a tutto vantaggio degli obbiettivi a lungo termine dell'Unione Sovietica: se negli anni 1950 la presenza sovietica nell'Arabia meridionale era ridotta a una piccola missione di consiglieri militari ed economici alla corte dell'imam di Sana'a, negli anni 1970 Aden divenne una base militare e navale strategica per l'Unione Sovietica, il punto di partenza per la penetrazione nell'Africa post-coloniale.

### Annotazioni
1. ↑  Il segretario personale di al-Badr, Abdullah al Adhabi, non aveva trasmesso per tempo l'avvertimento all'imam sostenendo che il messaggio da Londra non era decifrabile; al Adhabi avrebbe poi fatto carriera nel successivo governo repubblicano ricoprendo la carica di ministro dell'interno.
2. ↑  Poche settimane dopo il colpo di Stato, Sallal spedì Moghny a fronteggiare i ribelli monarchici nella zona tribale di Khwlan nello Yemen centrale; al comando di una forza inadeguata, Moghny fu sconfitto e ucciso in combattimento.
3. ↑  Economista formatosi in Germania, al-Baydani ricoprì la carica di ministro dell'economia nel primo governo repubblicano; su posizioni più moderate rispetto ai nasseristi, entrò in urto con Sallal e i suoi patroni egiziani e fu quindi allontanato dal potere dopo pochi mesi.
4. ↑  Alcuni storici di parte britannica sostengono che anche il KGB sovietico giocò un qualche ruolo nel colpo di Stato, ma questi resoconti risultano altamente speculativi e nessuna prova certa è stata presentata a loro supporto.
5. ↑  Benché universalmente definiti in quel modo, al-Badr rifiutava la designazione dei propri seguaci come "monarchici" o "realisti", sostenendo che la loro era una lotta in difesa delle proprie tradizioni e del proprio paese e non in difesa della monarchia in sé. Al-Badr preferiva quindi la designazione di "lealisti" per i suoi sostenitori e si riferiva al territorio da lui controllato come "Yemen libero". Vedi Orkaby, p. 101.
6. ↑  L'abolizione fu una misura più di facciata che altro: sebbene ancora prevista dalla legge, la schiavitù era un istituto ormai in regresso nello Yemen degli anni 1960 e gli schiavi ancora esistenti erano per la maggior parte impiegati come servi nelle case delle classi alte, dove godevano di un trattamento più che dignitoso.
7. ↑  Nella loro manovra attraverso gli spazi desertici del Rub' al-Khali le forze egiziane sconfinarono ampiamente in territorio saudita, per quanto il confine nella zona fosse mal segnato e da sempre oggetto di contestazione tra sauditi e yemeniti.
8. ↑  Faysal divenne re dell'Arabia Saudita il 2 novembre 1964 dopo aver obbligato all'abdicazione il fratellastro Sa'ud, considerato non più adatto a governare.
9. ↑  Alcuni resoconti riferirono dell'impiego nello Yemen anche di gas nervini, ma sembra che la produzione di simili aggressivi da parte dell'Egitto non iniziò prima degli anni 1970. Vedi Hutchinson, p. 228.
10. ↑  Le prime ammissioni ufficiali in tal senso si ebbero solo nel 1990; vedi Hutchinson, p. 228.

### Fonti
1. 1 2  Orkaby, p. 12.
2. 1 2  (EN) History of Yemen, su britannica.com. URL consultato l'8 giugno 2022.
3. ↑  (EN) Yemen - History, su nationsencyclopedia.com. URL consultato l'8 giugno 2022.
4. ↑  Schmidt, pp. 38-39.
5. 1 2 3  (EN) Yemen: Worn Out (archiviato dall'url originale il 15 luglio 2010).
6. ↑  Schmidt, pp. 39-40.
7. ↑  Schmidt, pp. 40-41.
8. ↑  Schmidt, pp. 43-45.
9. ↑  Schmidt, pp. 46-47.
10. ↑  Schmidt, pp. 69-70.
11. ↑  Orkaby, pp. 42, 45-46, 69.
12. ↑  Orkaby, pp. 51-57.
13. ↑  Orkaby, pp. 66-71.
14. ↑  Schmidt, p. 70.
15. ↑  Orkaby, pp. 57-58.
16. ↑  Orkaby, pp. 71-72.
17. ↑  Orkaby, pp. 44-45.
18. ↑  Oren, pp. 24-26.
19. ↑  Schmidt, p. 20.
20. ↑  Schmidt, p. 28.
21. 1 2  (EN) Yemen: After Ahmad the Devil, su content.time.com. URL consultato l'8 giugno 2022.
22. 1 2  Schmidt, pp. 71-73.
23. ↑  Orkaby, p. 56.
24. ↑  Schmidt, pp. 22, 25.
25. 1 2  Schmidt, pp. 22-23.
26. ↑  Schmidt, pp. 24-25.
27. ↑  Schmidt, pp. 25-28.
28. 1 2 3  Orkaby, pp. 43-44.
29. 1 2  Schmidt, pp. 27-31.
30. 1 2  Orkaby, p. 91.
31. 1 2  Orkaby, p. 87.
32. ↑  Schmidt, p. 71.
33. 1 2 3 4  Orkaby, pp. 46-51.
34. ↑  Orkaby, p. 114.
35. 1 2 3  Black, p. 147.
36. 1 2 3  Oren, p. 25.
37. ↑  Orkaby, p. 92.
38. ↑  Schmidt, pp. 31-35.
39. ↑  Orkaby, pp. 85-86.
40. 1 2  Schmidt, pp. 48-54.
41. ↑  Orkaby, p. 95.
42. ↑  Schmidt, pp. 60-63.
43. ↑  Schmidt, pp. 67-68.
44. ↑  Schmidt, pp. 70-79.
45. ↑  Orkaby, p. 106.
46. ↑  Orkaby, p. 88.
47. 1 2 3  (EN) 10. Kingdom of Yemen/Yemen Arab Republic/North Yemen (1918-1990), su uca.edu. URL consultato il 12 luglio 2022.
48. ↑  Orkaby, pp. 107-109.
49. ↑  Schmidt, pp. 79, 191.
50. ↑  Orkaby, p. 109.
51. ↑  Orkaby, pp. 111-124.
52. 1 2  Orkaby, pp. 128-129.
53. ↑  Orkaby, pp. 142-143.
54. ↑  Schimdt, pp. 151, 160-161.
55. 1 2 3 4  Black, pp. 146-147.
56. ↑  Orkaby, pp. 251-265.
57. ↑  Schmidt, pp. 180-181.
58. ↑  Orkaby, pp. 268-275.
59. ↑  Orkaby, p. 221.
60. ↑  Schimdt, p. 122.
61. 1 2 3 4 5  Orkaby, pp. 126-128.
62. 1 2  Schimdt, p. 42.
63. ↑  Orkaby, pp. 136-137.
64. ↑  Schmidt, pp. 166-167.
65. ↑  Schmidt, pp. 168-169.
66. ↑  Orkaby, pp. 143-146.
67. ↑  Orkaby, p. 129.
68. 1 2  Schmidt, pp. 64-65.
69. ↑  Orkaby, pp. 130-132.
70. ↑  Orkaby, pp. 134-135.
71. ↑  Schmidt, pp. 163-164.
72. 1 2  Orkaby, pp. 137-141.
73. 1 2  Schmidt, pp. 164-165.
74. ↑  Orkaby, p. 125.
75. ↑  Orkaby, pp. 170-205.
76. ↑  Schmidt, pp. 192-199.
77. ↑  Schmidt, pp. 169-171.
78. ↑  Orkaby, pp. 146-149.
79. ↑  Schmidt, pp. 171-173.
80. ↑  Schmidt, pp. 168, 173-178.
81. 1 2  Black, p. 148.
82. ↑  Schmidt, pp. 178-179.
83. ↑  Schmidt, pp. 179-180.
84. 1 2  Orkaby, pp. 150-152.
85. ↑  Schmidt, pp. 180-182.
86. ↑  Schmidt, p. 182.
87. ↑  Orkaby, pp. 213-215.
88. ↑  Schmidt, pp. 208-211.
89. ↑  Schmidt, pp. 214-216, 221-223.
90. ↑  Orkaby, pp. 215-216.
91. ↑  Schmidt, pp. 224-227.
92. ↑  Orkaby, pp. 216-217.
93. ↑  Schmidt, pp. 228-231.
94. ↑  Schmidt, pp. 231-234.
95. ↑  Orkaby, p. 218.
96. ↑  Schmidt, pp. 234-235.
97. ↑  Orkaby, pp. 218-219.
98. ↑  Schmidt, pp. 234-237.
99. ↑  Orkaby, p. 219.
100. ↑  Schmidt, pp. 238-244.
101. ↑  Orkaby, pp. 219-223.
102. ↑  Orkaby, pp. 244, 266.
103. ↑  Schmidt, pp. 277-278.
104. 1 2 3 4 5  Orkaby, pp. 245-250.
105. 1 2 3 4  Hutchinson, p. 228.
106. 1 2 3 4 5 6  Schmidt, pp. 257-273.
107. ↑  Schmidt, pp. 274-276.
108. ↑  Schmidt, pp. 276-284.
109. ↑  Schmidt, pp. 290-291.
110. ↑  Orkaby, pp. 281-282.
111. 1 2  Schmidt, pp. 291-300.
112. 1 2 3 4 5 6 7 8  Orkaby, pp. 282-287.
113. 1 2 3  Bidwell, pp. 216-218.
114. 1 2 3 4  Vassiliev, Cap. 17.
115. 1 2  Bidwell, pp. 255-256.
116. 1 2 3 4 5  Orkaby, pp. 287-290.
117. ↑  Orkaby, pp. 132-133.
118. ↑  Oren, p. 31.
119. ↑  Orkaby, pp. 265-266.